# Narodowe mistrzostwa Polski w tenisie
Narodowe mistrzostwa Polski w tenisie – coroczne zawody tenisowe, których celem jest wyłonienie narodowych mistrzów Polski w wieku powyżej 18 lat w konkurencjach gry pojedynczej i podwójnej mężczyzn oraz kobiet, a także w grze mieszanej. Organizatorem zawodów jest Polski Związek Tenisowy.

## Historia
Rozgrywki organizowane są począwszy od 1921 roku (z wyjątkiem lat 1923 oraz 1940–1944), gdy zawodnicy rywalizowali na kortach w Krakowie w czterech konkurencjach (nie rozegrano turnieju debla kobiet).
W kolejnym roku w Łodzi zawody przeprowadzone zostały równolegle lub wkrótce po rozgrywkach o mistrzostwo tego miasta, a w związku z tym nie jest pewne, które konkurencje należy uznawać za właściwe mistrzostwa kraju. W turnieju brali udział tenisiści bez polskiego obywatelstwa, co budzi wątpliwości, czy nie powinno się go zaliczać do międzynarodowych mistrzostw Polski (pierwsza oficjalna edycja w 1931 roku). „Przegląd Sportowy” uznawał singla i debla mężczyzn oraz singla kobiet za „międzynarodowy turniej tenisowy o mistrzostwo Polski”, natomiast Polski Związek Lawn Tenisowy uchwałą z 1925 uznał jedynie obie konkurencje gry pojedynczej za oficjalne mistrzostwa kraju.
W 1923 roku mistrzostwa nie odbyły się. Rok później w Poznaniu zawody ponownie rozegrano wspólnie z rywalizacją o mistrzostwo miasta – także i tym razem mistrzostwami kraju uznano tylko konkurencje singlowe, a zwycięzcy zawodów deblowych są wliczani w poczet mistrzów Poznania. W 1926 roku we Lwowie po raz pierwszy oficjalnie walczono o mistrzostwo Polski w grze podwójnej kobiet.
W 1932 roku w Krakowie Jadwiga Jędrzejowska musiała się wycofać z rozgrywek deblowych i mikstowych z powodu choroby. Jednak za zgodą przeciwniczki w półfinale singla – Elżbiety Stephan – i ewentualnej rywalki w finale – Wandy Dubieńskiej – oraz samej Jędrzejowskiej, zgodzono się na wstrzymanie rywalizacji do czasu wyzdrowienia obrończyni tytułu. W ten sposób późniejsza finalistka turniejów wielkoszlemowych najpierw pokonała Stephan 25 września wynikiem 6:1, 6:0, a następnie okazała się lepsza od Dubieńskiej w finale mającym miejsce 27 września, choć same mistrzostwa Polski zaplanowane były na dni 30 sierpnia–6 września. W 1937 roku Polski Związek Lawn Tenisowy swoją uchwałą przyznał Jędrzejowskiej tytuł honorowej mistrzyni Polski, ponieważ nie mogła ona uczestniczyć w tegorocznych zawodach z powodu gry w prestiżowych turniejach poza granicami kraju.
W latach 1934–1936, 1945–1951 i 1953–1954 ponownie nie rozgrywano debla kobiet. W latach 1940–1944 mistrzostwa nie odbyły się.
W 1952 roku w Łodzi o mistrzostwo w grze pojedynczej mężczyzn rywalizowało czterech graczy systemem kołowym. Pierwsze miejsce z trzema zwycięstwami zajął Alfred Buchalik, który wygrał m.in. z drugim Janem Radzio 5:7, 6:2, 8:6, 1:6, 7:5. Kolejne pozycje zajęli odpowiednio Włodzimierz Olejniszyn i Roman Niestrój.
Finałowe spotkanie zawodów debla mężczyzn w 1960 roku we Wrocławiu pomiędzy parami Wiesław Gąsiorek–Józef Piątek a Bogdan Maniewski–Jan Radzio zostało przerwane przy stanie 11:9, 4:0, gdyż tenisiści spieszyli się na pociąg na turniej do Kijowa. Finał został dokończony podczas treningu w Kijowie – Gąsiorek i Piątek ostatecznie triumfowali 11:9, 6:0.
W 1971 roku w Warszawie Jacek Niedźwiedzki i Tadeusz Nowicki pokonali w finale Gąsiorka i Piątka 6:0, 6:0, 6:0, co jest jedynym w historii mistrzostw przypadkiem zwycięstwa bez straty gema w meczu granym do trzech wygranych setów. W 1978 roku w Krakowie w finale zawodów gry mieszanej rozegrano tylko jednego seta, rok później zaś mecz finałowy prawdopodobnie nie został rozegrany.
W latach 1995–1999 i od 2020 roku nie rozgrywano gry mieszanej. W 1995 i 1997 roku zawody kobiet i mężczyzn odbywały się w różnych miejscach i terminach: w 1995 roku mężczyźni rywalizowali w Bytomiu, a kobiety w Sopocie, w 1997 roku zaś mężczyźni rozgrywali swoje mecze w Sopocie, natomiast kobiety – we Wrocławiu.

## Edycje
Najczęściej, bo dwunastokrotnie mistrzostwa miały miejsce na terenie Łodzi i Sopotu, dziesięć razy zawody gościły w Katowicach i Poznaniu, dziewięciokrotnie w Gliwicach, osiem razy w Bytomiu i Warszawie, siedem – w Krakowie i Wrocławiu, trzykrotnie w Bydgoszczy, Jeleniej Górze, Lwowie i Szczecinie oraz po jednym razie w Bielsku, Legnicy, Rydułtowach, Szczecinku, Kozerkach i Stalowej Woli. Do 2025 roku rozegrano 99 edycji.
| Edycja    | Gospodarz                  | Data                       | Korty                                |
| --------- | -------------------------- | -------------------------- | ------------------------------------ |
| 1921      | Kraków                     | 8–11 września              | AZS (Park Krakowski)                 |
| 1922      | Łódź                       | 13–18 września             | Łódzki Klub Lawn-Tennisowy           |
| 1923      | mistrzostwa nie odbyły się | mistrzostwa nie odbyły się | mistrzostwa nie odbyły się           |
| 1924      | Poznań                     | 24 sierpnia–4 września     | AZS                                  |
| 1925      | Warszawa                   | 26 sierpnia–3 września     | Warszawski Lawn-Tennis Klub          |
| 1926      | Lwów                       | 25–30 sierpnia             | Lwowski Klub Tennisowy               |
| 1927      | Kraków                     | 11–16 sierpnia             | AZS                                  |
| 1928      | Katowice                   | 6–12 września              | Katowicki Klub Tenisowy              |
| 1929      | Poznań                     | 21–28 sierpnia             | AZS                                  |
| 1930      | Warszawa                   | 27 sierpnia–3 września     | Warszawski Lawn-Tennis Klub          |
| 1931      | Lwów                       | 25 sierpnia–1 września     | Lwowski Klub Tennisowy               |
| 1932      | Kraków                     | 30 sierpnia–6 września     | AZS (Park Krakowski)                 |
| 1933      | Katowice                   | 14–22 sierpnia             | Pogoń                                |
| 1934      | Poznań                     | 11–18 czerwca              | AZS                                  |
| 1935      | Warszawa                   | 10–16 czerwca              | Warszawski Lawn-Tennis Klub          |
| 1936      | Lwów                       | 10–17 czerwca              | Lwowski Klub Tennisowy               |
| 1937      | Kraków                     | 14–21 czerwca              | AZS                                  |
| 1938      | Katowice                   | 13–19 czerwca              | Pogoń                                |
| 1939      | Poznań                     | 30 maja–4 czerwca          | AZS                                  |
| 1940–1944 | mistrzostwa nie odbyły się | mistrzostwa nie odbyły się | mistrzostwa nie odbyły się           |
| 1945      | Kraków                     | 12–18 września             | Cracovia                             |
| 1946      | Katowice                   | 27 sierpnia–1 września     | Pogoń                                |
| 1947      | Sopot                      | 7–13 lipca                 | MKS                                  |
| 1948      | Szczecin                   | 9–13 czerwca               | miejskie                             |
| 1949      | Bielsko                    | 29 czerwca–4 lipca         | Ogniwo                               |
| 1950      | Katowice                   | 21–28 sierpnia             | Stal                                 |
| 1951      | Sopot                      | 25 lipca–2 sierpnia        | Ogniwo                               |
| 1952      | Łódź                       | 28 lipca–3 sierpnia        | Włókniarz                            |
| 1953      | Wrocław                    | 18–23 sierpnia             | przy Stadionie Olimpijskim           |
| 1954      | Łódź                       | 28 czerwca–4 lipca         | Włókniarz                            |
| 1955      | Poznań                     | 3–9 lipca                  | AZS                                  |
| 1956      | Katowice                   | 2–9 lipca                  | Górnik                               |
| 1957      | Szczecin                   | 2–8 września               | SKS Sparta                           |
| 1958      | Poznań                     | 7–13 lipca                 | AZS                                  |
| 1959      | Łódź                       | 7–12 lipca                 | MKT                                  |
| 1960      | Wrocław                    | 9–15 sierpnia              | przy Stadionie Olimpijskim           |
| 1961      | Poznań                     | 8–13 sierpnia              | AZS                                  |
| 1962      | Łódź                       | 6–12 sierpnia              | MKT                                  |
| 1963      | Łódź                       | 6–12 sierpnia              | MKT                                  |
| 1964      | Jelenia Góra               | 28 lipca–2 sierpnia        | miejskie                             |
| 1965      | Szczecin                   | 27 lipca–1 sierpnia        | SKS Sparta                           |
| 1966      | Wrocław                    | 2–7 sierpnia               | przy Stadionie Olimpijskim           |
| 1967      | Sopot                      | 1–6 sierpnia               | SKT                                  |
| 1968      | Warszawa                   | 17–22 lipca                | Legia                                |
| 1969      | Łódź                       | 28 lipca–3 sierpnia        | MKT                                  |
| 1970      | Jelenia Góra               | 12–19 lipca                | Dolnoślązak                          |
| 1971      | Warszawa                   | 14–20 czerwca              | Legia                                |
| 1972      | Łódź                       | 4–10 września              | MKT                                  |
| 1973      | Poznań                     | 3–9 września               | Olimpia                              |
| 1974      | Bydgoszcz                  | 2–8 września               | Polonia                              |
| 1975      | Łódź                       | 2–7 września               | MKT                                  |
| 1976      | Warszawa                   | 15–19 września             | Legia                                |
| 1977      | Jelenia Góra               | 11–18 września             | miejskie OSTiW / Spartakus           |
| 1978      | Kraków                     | 12–17 września             | KS Nadwiślan i KKS Olsza             |
| 1979      | Poznań                     | 4–10 czerwca               | Olimpia                              |
| 1980      | Sopot                      | 30 września–5 października | SKT                                  |
| 1981      | Warszawa                   | 21–27 września             | Legia                                |
| 1982      | Łódź                       | 6–11 września              | MKT                                  |
| 1983      | Bytom                      | 3–7 sierpnia               | Górnik                               |
| 1984      | Sopot                      | 3–9 września               | SKT                                  |
| 1985      | Bytom                      | 9–15 września              | Górnik                               |
| 1986      | Katowice                   | 17–24 sierpnia             | Baildon                              |
| 1987      | Katowice                   | 11–16 sierpnia             | Giszowieckie TT                      |
| 1988      | Bydgoszcz                  | 10–14 sierpnia             | Polonia                              |
| 1989      | Katowice                   | 7–13 sierpnia              | Baildon                              |
| 1990      | Katowice                   | 5–12 sierpnia              | Giszowieckie TT                      |
| 1991      | Sopot                      | 7–14 lipca                 | SKT                                  |
| 1992      | Łódź                       | 29 czerwca–5 lipca         | MKT                                  |
| 1993      | Rydułtowy                  | 8–13 czerwca               | Naprzód                              |
| 1994      | Kraków                     | 12–18 września             | KKS Olsza                            |
| 1995      | Bytom (mężczyźni)          | 17–22 lipca                | Górnik                               |
| 1995      | Sopot (kobiety)            | 15–20 sierpnia             | SKT                                  |
| 1996      | Sopot                      | 10–13 sierpnia             | SKT                                  |
| 1997      | Sopot (mężczyźni)          | 11–17 sierpnia             | SKT                                  |
| 1997      | Wrocław (kobiety)          | 7–10 lipca                 | przy Stadionie Olimpijskim           |
| 1998      | Poznań                     | 6–12 lipca                 | Olimpia                              |
| 1999      | Bytom                      | 14–18 sierpnia             | Górnik                               |
| 2000      | Bydgoszcz                  | 3–9 lipca                  | Polonia                              |
| 2001      | Warszawa                   | 2–8 lipca                  | Warszawianka                         |
| 2002      | Sopot                      | 1–7 lipca                  | SKT                                  |
| 2003      | Sopot                      | 30 czerwca–6 lipca         | SKT                                  |
| 2004      | Sopot                      | 28 czerwca–4 lipca         | SKT                                  |
| 2005      | Wrocław                    | 27 czerwca–3 lipca         | Krzycki KT (mężczyźni)               |
| 2005      | Wrocław                    | 27 czerwca–3 lipca         | przy Stadionie Olimpijskim (kobiety) |
| 2006      | Wrocław                    | 1–7 lipca                  | Krzycki KT                           |
| 2007      | Gliwice                    | 30 czerwca–7 lipca         | Piast                                |
| 2008      | Gliwice                    | 6–13 lipca                 | Piast                                |
| 2009      | Gliwice                    | 5–12 lipca                 | Piast                                |
| 2010      | Szczecinek                 | 4–9 lipca                  | RCT Aqua-Tur                         |
| 2011      | Łódź                       | 3–8 lipca                  | MKT                                  |
| 2012      | Legnica                    | 24–30 czerwca              | Sinet                                |
| 2013      | Wrocław                    | 23–29 czerwca              | przy Stadionie Olimpijskim           |
| 2014      | Gliwice                    | 26 lipca–2 sierpnia        | miejskie MZUK                        |
| 2015      | Gliwice                    | 13–20 czerwca              | miejskie MZUK                        |
| 2016      | Gliwice                    | 19–25 czerwca              | miejskie MZUK                        |
| 2017      | Gliwice                    | 2–9 września               | miejskie MZUK                        |
| 2018      | Gliwice                    | 16–23 czerwca              | miejskie MZUK                        |
| 2019      | Gliwice                    | 14–21 czerwca              | miejskie MZUK                        |
| 2020      | Bytom                      | 13–19 lipca                | Górnik                               |
| 2021      | Bytom                      | 9–16 lipca                 | Górnik                               |
| 2022      | Bytom                      | 9–16 lipca                 | Górnik                               |
| 2023      | Bytom                      | 9–16 lipca                 | Górnik                               |
| 2024      | Kozerki                    | 15–21 lipca                | AT Tenis Kozerki                     |
| 2025      | Stalowa Wola               | 13–20 lipca                | MKT Stalowa Wola                     |

## Zwycięzcy
| Rok       | Gra pojedyncza mężczyzn    | Gra pojedyncza kobiet      | Gra podwójna mężczyzn                     | Gra podwójna kobiet                        | Gra mieszana                                 |
| --------- | -------------------------- | -------------------------- | ----------------------------------------- | ------------------------------------------ | -------------------------------------------- |
| 1921      | Edward Kleinadel           | Wiera Richterówna          | Edward Kleinadel Jan Kowalewski           | Nie rozegrano                              | Jadwiga Poradowska Edward Kleinadel          |
| 1922      | Stanisław Menda            | Wiera Richterówna          | Franz Bauer Stanisław Menda               | Nie rozegrano                              | Nie rozegrano                                |
| 1923      | Mistrzostwa nie odbyły się | Mistrzostwa nie odbyły się | Mistrzostwa nie odbyły się                | Mistrzostwa nie odbyły się                 | Mistrzostwa nie odbyły się                   |
| 1924      | Alfons Foerster            | Wiera Richterówna          | Nie rozegrano                             | Nie rozegrano                              | Nie rozegrano                                |
| 1925      | Stanisław Czetwertyński    | Wiera Richterówna          | Karol Steinert Jerzy Stolarow             | Nie rozegrano                              | Wiera Richterówna Karol Steinert             |
| 1926      | Stanisław Czetwertyński    | Wiera Richterówna          | Jerzy Stolarow Maksymilian Stolarow       | Jadwiga Poradowska Wiera Richterówna       | Wiera Richterówna Jerzy Stolarow             |
| 1927      | Jerzy Stolarow             | Wiera Richterówna          | Jerzy Stolarow Maksymilian Stolarow       | Stanisława Groblewska Jadwiga Jędrzejowska | Wanda Dubieńska Stanisław Czetwertyński      |
| 1928      | Maksymilian Stolarow       | Wanda Dubieńska            | Jerzy Stolarow Maksymilian Stolarow       | Stanisława Groblewska Jadwiga Jędrzejowska | Jadwiga Jędrzejowska Stanisław Czetwertyński |
| 1929      | Maksymilian Stolarow       | Jadwiga Jędrzejowska       | Jerzy Stolarow Maksymilian Stolarow       | Anna Maria Posseltówna Jadwiga Raciborska  | Jadwiga Jędrzejowska Jerzy Stolarow          |
| 1930      | Ignacy Tłoczyński          | Jadwiga Jędrzejowska       | Jerzy Stolarow Maksymilian Stolarow       | Wanda Dubieńska Greta Syropowa             | Jadwiga Jędrzejowska Przemysław Warmiński    |
| 1931      | Ignacy Tłoczyński          | Jadwiga Jędrzejowska       | Jerzy Stolarow Maksymilian Stolarow       | Wanda Dubieńska Jadwiga Jędrzejowska       | Gertruda Volkmer Ludomir Popławski           |
| 1932      | Józef Hebda                | Jadwiga Jędrzejowska       | Ignacy Tłoczyński Przemysław Warmiński    | Maria Rudowska Gertruda Volkmer            | Gertruda Volkmer Józef Hebda                 |
| 1933      | Józef Hebda                | Jadwiga Jędrzejowska       | Jerzy Stolarow Ignacy Tłoczyński          | Wanda Dubieńska Jadwiga Jędrzejowska       | Jadwiga Jędrzejowska Ignacy Tłoczyński       |
| 1934      | Ignacy Tłoczyński          | Jadwiga Jędrzejowska       | Jerzy Stolarow Ignacy Tłoczyński          | Nie rozegrano                              | Gertruda Volkmer Józef Hebda                 |
| 1935      | Józef Hebda                | Jadwiga Jędrzejowska       | Walenty Bratek Kazimierz Tarłowski        | Nie rozegrano                              | Jadwiga Jędrzejowska Ignacy Tłoczyński       |
| 1936      | Józef Hebda                | Jadwiga Jędrzejowska       | Józef Hebda Kazimierz Tarłowski           | Nie rozegrano                              | Jadwiga Jędrzejowska Józef Hebda             |
| 1937      | Kazimierz Tarłowski        | Anna Głowacka              | Walenty Bratek Kazimierz Tarłowski        | Zofia Jędrzejowska Maria Rudowska          | Maria Rudowska Józef Hebda                   |
| 1938      | Ignacy Tłoczyński          | Gertruda Jacobsen          | Adam Baworowski Ignacy Tłoczyński         | Gertruda Jacobsen Elżbieta Stephan         | Maria Rudowska Józef Hebda                   |
| 1939      | Ignacy Tłoczyński          | Jadwiga Jędrzejowska       | Adam Baworowski Ignacy Tłoczyński         | Jadwiga Jędrzejowska Zofia Jędrzejowska    | Jadwiga Jędrzejowska Adam Baworowski         |
| 1940–1944 | Mistrzostwa nie odbyły się | Mistrzostwa nie odbyły się | Mistrzostwa nie odbyły się                | Mistrzostwa nie odbyły się                 | Mistrzostwa nie odbyły się                   |
| 1945      | Józef Hebda                | Jadwiga Jędrzejowska       | Józef Hebda Władysław Skonecki            | Nie rozegrano                              | Jadwiga Jędrzejowska Józef Hebda             |
| 1946      | Władysław Skonecki         | Jadwiga Jędrzejowska       | Włodzimierz Olejniszyn Władysław Skonecki | Nie rozegrano                              | Jadwiga Jędrzejowska Józef Hebda             |
| 1947      | Władysław Skonecki         | Maria Rudowska             | Józef Hebda Władysław Skonecki            | Nie rozegrano                              | Irmina Popławska Józef Hebda                 |
| 1948      | Władysław Skonecki         | Jadwiga Jędrzejowska       | Władysław Skonecki Ksawery Tłoczyński     | Nie rozegrano                              | Jadwiga Jędrzejowska Józef Hebda             |
| 1949      | Władysław Skonecki         | Jadwiga Jędrzejowska       | Jan Chytrowski Roman Niestrój             | Nie rozegrano                              | Jadwiga Jędrzejowska Władysław Skonecki      |
| 1950      | Władysław Skonecki         | Jadwiga Jędrzejowska       | Włodzimierz Olejniszyn Władysław Skonecki | Nie rozegrano                              | Jadwiga Jędrzejowska Władysław Skonecki      |
| 1951      | Włodzimierz Olejniszyn     | Jadwiga Jędrzejowska       | Kazimierz Kowalczewski Roman Niestrój     | Nie rozegrano                              | Jadwiga Jędrzejowska Walenty Bratek          |
| 1952      | Alfred Buchalik            | Jadwiga Jędrzejowska       | Józef Piątek Ksawery Tłoczyński           | Jadwiga Jędrzejowska Irmina Popławska      | Jadwiga Jędrzejowska Walenty Bratek          |
| 1953      | Andrzej Licis              | Jadwiga Jędrzejowska       | Janusz Kwiatek Jan Radzio                 | Nie rozegrano                              | Jadwiga Jędrzejowska Józef Piątek            |
| 1954      | Jan Radzio                 | Jadwiga Jędrzejowska       | Kazimierz Kowalczewski Józef Piątek       | Nie rozegrano                              | Jadwiga Jędrzejowska Józef Piątek            |
| 1955      | Jan Radzio                 | Jadwiga Jędrzejowska       | Józef Piątek Jan Radzio                   | Jadwiga Jędrzejowska Irmina Popławska      | Jadwiga Jędrzejowska Józef Piątek            |
| 1956      | Andrzej Licis              | Zuzanna Ryczkówna          | Kazimierz Kowalczewski Józef Piątek       | Barbara Panasiuk Zuzanna Ryczkówna         | Jadwiga Jędrzejowska Andrzej Licis           |
| 1957      | Andrzej Licis              | Jadwiga Jędrzejowska       | Henryk Skonecki Władysław Skonecki        | Ewa Fogelman Jadwiga Jędrzejowska          | Barbara Dańda Józef Piątek                   |
| 1958      | Andrzej Licis              | Jadwiga Jędrzejowska       | Józef Piątek Jan Radzio                   | Jadwiga Jędrzejowska Krystyna Żmijanka     | Jadwiga Jędrzejowska Wiesław Gąsiorek        |
| 1959      | Wiesław Gąsiorek           | Jadwiga Jędrzejowska       | Wiesław Gąsiorek Józef Piątek             | Jadwiga Jędrzejowska Krystyna Żmijanka     | Jadwiga Jędrzejowska Andrzej Licis           |
| 1960      | Wiesław Gąsiorek           | Krystyna Filipówna         | Wiesław Gąsiorek Józef Piątek             | Maria Dowborówna Danuta Szmidtówna         | Barbara Dańda Józef Piątek                   |
| 1961      | Wiesław Gąsiorek           | Jadwiga Jędrzejowska       | Bogdan Maniewski Władysław Skonecki       | Jadwiga Jędrzejowska Krystyna Żmijanka     | Jadwiga Jędrzejowska Józef Orlikowski        |
| 1962      | Wiesław Gąsiorek           | Danuta Rylska              | Wiesław Gąsiorek Józef Piątek             | Maria Dowborówna Danuta Szmidtówna         | Jadwiga Jędrzejowska Wiesław Gąsiorek        |
| 1963      | Wiesław Gąsiorek           | Danuta Rylska              | Wielisław Nowicki Władysław Skonecki      | Maria Lewandowska Danuta Szmidtówna        | Jadwiga Jędrzejowska Wiesław Gąsiorek        |
| 1964      | Wiesław Gąsiorek           | Danuta Rylska              | Wielisław Nowicki Władysław Skonecki      | Jadwiga Jędrzejowska Krystyna Makowska     | Jadwiga Jędrzejowska Wiesław Biełanowicz     |
| 1965      | Wiesław Gąsiorek           | Danuta Calińska            | Wiesław Gąsiorek Józef Piątek             | Jadwiga Jędrzejowska Krystyna Makowska     | Jadwiga Jędrzejowska Wiesław Gąsiorek        |
| 1966      | Wiesław Gąsiorek           | Danuta Wieczorek           | Tadeusz Nowicki Wielisław Nowicki         | Jadwiga Jędrzejowska Danuta Wieczorek      | Danuta Calińska Piotr Jamroz                 |
| 1967      | Wiesław Gąsiorek           | Danuta Wieczorek           | Wiesław Gąsiorek Józef Piątek             | Barbara Kral Alina Zdun                    | Danuta Wieczorek Mieczysław Rybarczyk        |
| 1968      | Wiesław Gąsiorek           | Danuta Wieczorek           | Tadeusz Nowicki Mieczysław Rybarczyk      | Barbara Olszowska Danuta Wieczorek         | Barbara Olszowska Tadeusz Nowicki            |
| 1969      | Wiesław Gąsiorek           | Barbara Kral               | Bronisław Lewandowski Tadeusz Nowicki     | Barbara Kral Alina Zdun                    | Danuta Rylska Tadeusz Nowicki                |
| 1970      | Wiesław Gąsiorek           | Danuta Wieczorek           | Tadeusz Nowicki Mieczysław Rybarczyk      | Barbara Kral Barbara Włochowicz            | Barbara Kral Piotr Jamroz                    |
| 1971      | Tadeusz Nowicki            | Danuta Wieczorek           | Jacek Niedźwiedzki Tadeusz Nowicki        | Danuta Rylska Danuta Wieczorek             | Danuta Rylska Tadeusz Nowicki                |
| 1972      | Tadeusz Nowicki            | Barbara Kral               | Jacek Niedźwiedzki Tadeusz Nowicki        | Barbara Kral Barbara Włochowicz            | Danuta Wieczorek Jerzy Sonsalla              |
| 1973      | Tadeusz Nowicki            | Barbara Kral               | Jacek Niedźwiedzki Tadeusz Nowicki        | Barbara Kral Barbara Włochowicz            | Barbara Kral Tadeusz Nowicki                 |
| 1974      | Henryk Drzymalski          | Barbara Kral               | Henryk Drzymalski Wojciech Fibak          | Barbara Kral Barbara Włochowicz            | Danuta Szwaj Jerzy Sonsalla                  |
| 1975      | Wojciech Fibak             | Danuta Szwaj               | Henryk Drzymalski Wojciech Fibak          | Danuta Szwaj Elżbieta Ślesicka             | Danuta Szwaj Jerzy Sonsalla                  |
| 1976      | Tadeusz Nowicki            | Barbara Olsza              | Jacek Niedźwiedzki Tadeusz Nowicki        | Jolanta Rozala Danuta Szwaj                | Barbara Olsza Tadeusz Nowicki                |
| 1977      | Tadeusz Nowicki            | Danuta Szwaj               | Henryk Drzymalski Tadeusz Nowicki         | Jolanta Rozala Danuta Szwaj                | Małgorzata Rejdych Henryk Drzymalski         |
| 1978      | Witold Meres               | Barbara Włochowicz         | Henryk Drzymalski Tadeusz Nowicki         | Barbara Olsza Jolanta Rozala               | Danuta Szwaj Henryk Drzymalski               |
| 1979      | Henryk Drzymalski          | Danuta Szwaj               | Henryk Drzymalski Tadeusz Nowicki         | Barbara Olsza Danuta Szwaj                 | Danuta Szwaj Aleksander Harasym              |
| 1980      | Henryk Drzymalski          | Wanda Diłaj                | Henryk Drzymalski Tadeusz Nowicki         | Dorota Dziekońska Jolanta Rozala           | Jolanta Rozala Witold Meres                  |
| 1981      | Henryk Drzymalski          | Małgorzata Żydek           | Henryk Drzymalski Witold Meres            | Jolanta Rozala Marzenna Sieracka           | Danuta Szwaj Aleksander Harasym              |
| 1982      | Henryk Drzymalski          | Wanda Diłaj                | Henryk Drzymalski Witold Meres            | Jolanta Rozala Danuta Szwaj                | Danuta Szwaj Aleksander Harasym              |
| 1983      | Henryk Drzymalski          | Małgorzata Żydek           | Bogdan Hrones Romuald Szczepanik          | Dorota Dziekońska Danuta Szwaj             | Danuta Szwaj Aleksander Harasym              |
| 1984      | Wojciech Kowalski          | Dorota Dziekońska          | Lech Bieńkowski Romuald Szczepanik        | Dorota Dziekońska Danuta Szwaj             | Dorota Dziekońska Tomasz Maliszewski         |
| 1985      | Wojciech Kowalski          | Monika Waniek              | Andrzej Jagielski Maciej Kośka            | Monika Waniek Ewa Żerdecka                 | Beata Gumuła Wojciech Kowalski               |
| 1986      | Wojciech Kowalski          | Ewa Żerdecka               | Wojciech Kowalski Tomasz Maliszewski      | Magdalena Mróz Ewa Żerdecka                | Danuta Szwaj Zenon Rode                      |
| 1987      | Wojciech Kowalski          | Katarzyna Nowak            | Wojciech Kowalski Tomasz Maliszewski      | Magdalena Mróz Ewa Żerdecka                | Ewa Żerdecka Waldemar Rogowski               |
| 1988      | Wojciech Kowalski          | Katarzyna Nowak            | Tomasz Iwański Lech Sidor                 | Katarzyna Nowak Ewa Żerdecka               | Magdalena Mróz Waldemar Rogowski             |
| 1989      | Wojciech Kowalski          | Magdalena Mróz             | Wojciech Kowalski Tomasz Maliszewski      | Katarzyna Teodorowicz Renata Wojtkiewicz   | Sylwia Czopek Tomasz Iwański                 |
| 1990      | Maciej Kost                | Katarzyna Nowak            | Maciej Kost Lech Sidor                    | Renata Skrzypczyńska Katarzyna Teodorowicz | Katarzyna Teodorowicz Lech Bieńkowski        |
| 1991      | Bartłomiej Dąbrowski       | Magdalena Mróz             | Bartłomiej Dąbrowski Tomasz Iwański       | Magdalena Mróz Katarzyna Teodorowicz       | Monika Starosta Maciej Kost                  |
| 1992      | Lech Sidor                 | Monika Starosta            | Bartłomiej Dąbrowski Tomasz Iwański       | Magdalena Mróz Katarzyna Teodorowicz       | Katarzyna Teodorowicz Bartłomiej Dąbrowski   |
| 1993      | Bartłomiej Dąbrowski       | Katarzyna Malec            | Tomasz Iwański Lech Sidor                 | Aleksandra Olsza Sylwia Rynarzewska        | Aleksandra Olsza Aleksander Mierzwiński      |
| 1994      | Marcin Rozpędski           | Magdalena Grzybowska       | Tomasz Lichoń Robert Śliwiński            | Aleksandra Olsza Katarzyna Malec           | Katarzyna Malec Aleksander Mierzwiński       |
| 1995      | Adam Skrzypczak            | Sylwia Rynarzewska         | Beniamin Budziak Marcin Rozpędski         | Dorota Głowacka Karolina Głowacka          | Nie rozegrano                                |
| 1996      | Bartłomiej Dąbrowski       | Magdalena Grzybowska       | Paweł Motylewski Marcin Rozpędski         | Katarzyna Strączy Katarzyna Teodorowicz    | Nie rozegrano                                |
| 1997      | Bartłomiej Dąbrowski       | Magdalena Grzybowska       | Bartłomiej Dąbrowski Bernard Kaczorowski  | Dominika Olszewska Katarzyna Teodorowicz   | Nie rozegrano                                |
| 1998      | Michał Chmela              | Magdalena Grzybowska       | Filip Anioła Michał Chmela                | Dominika Olszewska Sylwia Rynarzewska      | Nie rozegrano                                |
| 1999      | Mariusz Zieliński          | Joanna Sakowicz            | Krzysztof Kwinta Marcin Matkowski         | Joanna Sakowicz Katarzyna Teodorowicz      | Nie rozegrano                                |
| 2000      | Krystian Pfeiffer          | Karolina Bułat             | Krzysztof Kwinta Marcin Matkowski         | Agata Cioroch Katarzyna Strączy            | Olga Rejniak Jakub Iłowski                   |
| 2001      | Krystian Pfeiffer          | Karolina Jagieniak         | Filip Anioła Piotr Szczepanik             | Karolina Bułat Anna Żarska                 | Magdalena Wojdyło Łukasz Pelowski            |
| 2002      | Radosław Nijaki            | Katarzyna Strączy          | Filip Anioła Piotr Szczepanik             | Agata Cioroch Marta Domachowska            | Katarzyna Siwosz Bernard Kaczorowski         |
| 2003      | Bartłomiej Dąbrowski       | Joanna Sakowicz            | Mariusz Fyrstenberg Marcin Matkowski      | Klaudia Jans Katarzyna Siwosz              | Karolina Lewandowicz Kamil Lewandowicz       |
| 2004      | Radosław Nijaki            | Magdalena Kiszczyńska      | Marcin Maszczyk Michał Przysiężny         | Olga Brózda Natalia Kołat                  | Dominika Karaś Michał Piękoś                 |
| 2005      | Bartłomiej Dąbrowski       | Karolina Kosińska          | Mariusz Fyrstenberg Marcin Matkowski      | Klaudia Jans Alicja Rosolska               | Alicja Rosolska Paweł Diłaj                  |
| 2006      | Filip Urban                | Anna Korzeniak             | Dawid Olejniczak Filip Urban              | Klaudia Jans Alicja Rosolska               | Olga Brózda Michał Walków                    |
| 2007      | Marcin Gawron              | Anna Korzeniak             | Wojciech Gawlak Marek Oratowski           | Karolina Kosińska Aleksandra Rosolska      | Klaudia Jans Marcin Gawron                   |
| 2008      | Marcin Gawron              | Karolina Kosińska          | Błażej Koniusz Mateusz Kowalczyk          | Karolina Kosińska Aleksandra Rosolska      | Magda Linette Mateusz Szmigiel               |
| 2009      | Dawid Olejniczak           | Aleksandra Rosolska        | Dawid Celt Dawid Olejniczak               | Natalia Kołat Anna Niemiec                 | Paulina Łoś Marcin Gawron                    |
| 2010      | Marcin Gawron              | Paula Kania                | Mateusz Kowalczyk Grzegorz Panfil         | Olga Brózda Sylwia Zagórska                | Paula Kania Mateusz Kowalczyk                |
| 2011      | Jerzy Janowicz             | Paula Kania                | Piotr Gadomski Maciej Smoła               | Paula Kania Barbara Sobaszkiewicz          | Barbara Sobaszkiewicz Andriej Kapaś          |
| 2012      | Grzegorz Panfil            | Sylwia Zagórska            | Andriej Kapaś Grzegorz Panfil             | Barbara Sobaszkiewicz Sylwia Zagórska      | Natalia Kołat Marek Pokrywka                 |
| 2013      | Paweł Ciaś                 | Sylwia Zagórska            | Piotr Barański Louis Dończyk              | Natalia Kołat Marta Leśniak                | Barbara Sobaszkiewicz Piotr Gadomski         |
| 2014      | Igor Bujdo                 | Magdalena Fręch            | Mikołaj Jędruszczak Wojciech Lutkowski    | Magdalena Fręch Zuzanna Maciejewska        | Weronika Domagała Rafał Teurer               |
| 2015      | Paweł Ciaś                 | Magdalena Fręch            | Mikołaj Jędruszczak Jan Zieliński         | Magdalena Fręch Katarzyna Kawa             | Olga Brózda Jan Zieliński                    |
| 2016      | Hubert Hurkacz             | Daria Kuczer               | Mateusz Kowalczyk Szymon Walków           | Aleksandra Buczyńska Daria Kuczer          | Agata Borgman Mateusz Kowalczyk              |
| 2017      | Marcin Gawron              | Katarzyna Wysoczańska      | Marcin Gawron Mateusz Kowalczyk           | Paulina Czarnik Justyna Jegiołka           | Agata Borgman Błażej Koniusz                 |
| 2018      | Maciej Rajski              | Marta Leśniak              | Marcin Gawron Mateusz Kowalczyk           | Weronika Falkowska Anastazja Szoszyna      | Marta Leśniak Błażej Koniusz                 |
| 2019      | Paweł Ciaś                 | Stefania Rogozińska-Dzik   | Jan Zieliński Kacper Żuk                  | Weronika Falkowska Martyna Kubka           | Anastazja Szoszyna Grzegorz Panfil           |
| 2020      | Kacper Żuk                 | Magdalena Fręch            | Kamil Majchrzak Jan Zieliński             | Paula Kania-Choduń Anastazja Szoszyna      | Nie rozegrano                                |
| 2021      | Kamil Majchrzak            | Magdalena Fręch            | Szymon Walków Jan Zieliński               | Weronika Falkowska Katarzyna Kawa          | Nie rozegrano                                |
| 2022      | Daniel Michalski           | Magdalena Fręch            | Jan Zieliński Kacper Żuk                  | Marcelina Podlińska Wiktoria Rutkowska     | Nie rozegrano                                |
| 2023      | Paweł Ciaś                 | Weronika Falkowska         | Wojciech Marek Piotr Matuszewski          | Weronika Falkowska Katarzyna Kawa          | Nie rozegrano                                |
| 2024      | Martyn Pawelski            | Weronika Ewald             | Szymon Walków Kacper Żuk                  | Weronika Falkowska Martyna Kubka           | Nie rozegrano                                |
| 2025      | Karol Filar                | Weronika Falkowska         | Kacper Szymkowiak Szymon Walków           | Weronika Falkowska Daria Kuczer            | Nie rozegrano                                |

## Mecze finałowe

### Gra pojedyncza mężczyzn
| Rok       | Zwycięzca                  | Finalista                  | Wynik                            |
| --------- | -------------------------- | -------------------------- | -------------------------------- |
| 1921      | Edward Kleinadel           | Władysław Szwede           | 6:1, 6:0, 6:2                    |
| 1922      | Stanisław Menda            | Franz Bauer                | 7:5, 2:6, 6:2, 1:6, 6:1          |
| 1923      | mistrzostwa nie odbyły się | mistrzostwa nie odbyły się | mistrzostwa nie odbyły się       |
| 1924      | Alfons Foerster            | Tomasz Bergson             | 6:2, 6:0, 6:3                    |
| 1925      | Stanisław Czetwertyński    | Andrzej Tarnowski          | 6:3, 3:6, 6:2, 6:3               |
| 1926      | Stanisław Czetwertyński    | Jerzy Stolarow             | 6:2, 6:4, 4:6, 6:1               |
| 1927      | Jerzy Stolarow             | Stanisław Czetwertyński    | 6:1, 3:6, 2:6, 7:5, 6:3          |
| 1928      | Maksymilian Stolarow       | Stanisław Czetwertyński    | 6:2, 7:5, 2:6, 0:6, 8:6          |
| 1929      | Maksymilian Stolarow       | Przemysław Warmiński       | 6:3, 8:6, 7:5                    |
| 1930      | Ignacy Tłoczyński          | Maksymilian Stolarow       | 5:7, 7:5, 0:6, 8:6, 6:4          |
| 1931      | Ignacy Tłoczyński          | Maksymilian Stolarow       | 6:4, 4:6, 6:1, 6:4               |
| 1932      | Józef Hebda                | Ignacy Tłoczyński          | 8:6, 6:3, 6:1                    |
| 1933      | Józef Hebda                | Ernest Wittmann            | 8:6, 6:0, 6:1                    |
| 1934      | Ignacy Tłoczyński          | Kazimierz Tarłowski        | 6:1, 6:1, 6:4                    |
| 1935      | Józef Hebda                | Kazimierz Tarłowski        | 4:6, 6:4, 6:2, 6:4               |
| 1936      | Józef Hebda                | Kazimierz Tarłowski        | 4:6, 6:3, 6:1, 8:6               |
| 1937      | Kazimierz Tarłowski        | Józef Hebda                | 6:2, 6:1, 3:6, 6:1               |
| 1938      | Ignacy Tłoczyński          | Józef Hebda                | 6:0, 4:6, 6:0, 1:6, 6:2          |
| 1939      | Ignacy Tłoczyński          | Adam Baworowski            | 6:2, 6:3, 6:2                    |
| 1940–1944 | mistrzostwa nie odbyły się | mistrzostwa nie odbyły się | mistrzostwa nie odbyły się       |
| 1945      | Józef Hebda                | Władysław Skonecki         | 6:2, 6:1, 6:4                    |
| 1946      | Władysław Skonecki         | Józef Hebda                | 3:6, 7:5, 6:2, 4:6, 12:10        |
| 1947      | Władysław Skonecki         | Józef Hebda                | 7:5, 6:0, 8:6                    |
| 1948      | Władysław Skonecki         | Leon Kończak               | 2:6, 7:5, 6:2, 6:2               |
| 1949      | Władysław Skonecki         | Józef Piątek               | 6:1, 6:0, 6:0                    |
| 1950      | Władysław Skonecki         | Józef Piątek               | 6:2, 6:0, 6:4                    |
| 1951      | Włodzimierz Olejniszyn     | Józef Piątek               | 7:5, 6:4, 6:3                    |
| 1952      | Alfred Buchalik            | Jan Radzio                 | [ j ]                            |
| 1953      | Andrzej Licis              | Józef Piątek               | 2:6, 2:6, 7:5, 6:3, 8:6          |
| 1954      | Jan Radzio                 | Bogdan Maniewski           | 6:2, 9:7, 6:3                    |
| 1955      | Jan Radzio                 | Andrzej Licis              | 6:2, 2:6, 3:6, 6:1, 6:4          |
| 1956      | Andrzej Licis              | Władysław Skonecki         | 6:2, 7:5, 3:6, 6:2               |
| 1957      | Andrzej Licis              | Władysław Skonecki         | 7:5, 6:4, 7:5                    |
| 1958      | Andrzej Licis              | Józef Piątek               | 1:6, 6:3, 6:4, 4:6, 6:2          |
| 1959      | Wiesław Gąsiorek           | Władysław Skonecki         | 4:6, 6:4, 8:6, 4:6, krecz        |
| 1960      | Wiesław Gąsiorek           | Józef Piątek               | 6:2, 6:0, 5:7, 6:4               |
| 1961      | Wiesław Gąsiorek           | Władysław Skonecki         | 6:2, 6:2, 4:6, 6:4               |
| 1962      | Wiesław Gąsiorek           | Władysław Skonecki         | 6:4, 4:6, 6:1, 6:3               |
| 1963      | Wiesław Gąsiorek           | Józef Orlikowski           | 6:4, 6:4, 6:3                    |
| 1964      | Wiesław Gąsiorek           | Mieczysław Rybarczyk       | 6:2, 6:2, 5:7, 6:1               |
| 1965      | Wiesław Gąsiorek           | Bogdan Maniewski           | 6:1, 6:4, 5:7, 6:2               |
| 1966      | Wiesław Gąsiorek           | Piotr Jamroz               | 6:4, 6:3, 8:6                    |
| 1967      | Wiesław Gąsiorek           | Mieczysław Rybarczyk       | 6:2, 6:4, 6:2                    |
| 1968      | Wiesław Gąsiorek           | Mieczysław Rybarczyk       | 3:6, 6:0, 7:5, 2:6, 6:2          |
| 1969      | Wiesław Gąsiorek           | Mieczysław Rybarczyk       | 6:4, 6:4, 6:2                    |
| 1970      | Wiesław Gąsiorek           | Mieczysław Rybarczyk       | 7:5, 8:6, 9:7                    |
| 1971      | Tadeusz Nowicki            | Wiesław Gąsiorek           | 10:8, 6:4, 6:4                   |
| 1972      | Tadeusz Nowicki            | Mieczysław Rybarczyk       | 8:6, 6:1, 3:6, 1:6, 6:1          |
| 1973      | Tadeusz Nowicki            | Wojciech Fibak             | 6:2, 6:2, 6:3                    |
| 1974      | Henryk Drzymalski          | Wojciech Fibak             | 6:4, 6:3, 4:6, 6:4               |
| 1975      | Wojciech Fibak             | Jacek Niedźwiedzki         | 7:5, 6:1, 4:6, 6:4               |
| 1976      | Tadeusz Nowicki            | Jacek Niedźwiedzki         | 6:4, 2:6, 7:6, 6:4               |
| 1977      | Tadeusz Nowicki            | Czesław Dobrowolski        | 7:5, 5:7, 6:2, 1:6, 6:4          |
| 1978      | Witold Meres               | Henryk Drzymalski          | 6:3, 6:3, 7:5                    |
| 1979      | Henryk Drzymalski          | Tadeusz Nowicki            | 6:4, 6:4, 4:6, 6:7, 6:3          |
| 1980      | Henryk Drzymalski          | Tadeusz Nowicki            | 5:7, 6:3, 6:3, 5:7, 6:4          |
| 1981      | Henryk Drzymalski          | Czesław Dobrowolski        | 7:5, 3:6, 7:6, 7:5               |
| 1982      | Henryk Drzymalski          | Alfred Chrobok             | 6:3, 6:3, 6:1                    |
| 1983      | Henryk Drzymalski          | Waldemar Rogowski          | 3:6, 6:2, 6:0, 6:4               |
| 1984      | Wojciech Kowalski          | Lech Bieńkowski            | 5:7, 7:5, 3:6, 6:1, 7:5          |
| 1985      | Wojciech Kowalski          | Waldemar Rogowski          | 5:7, 7:6, 6:2, 6:3               |
| 1986      | Wojciech Kowalski          | Lech Bieńkowski            | 6:7, 6:3, 6:1, 6:2               |
| 1987      | Wojciech Kowalski          | Tomasz Maliszewski         | 6:4, 6:1, 4:6, 6:2               |
| 1988      | Wojciech Kowalski          | Ryszard Major              | 7:6, 7:6, 6:3                    |
| 1989      | Wojciech Kowalski          | Tomasz Iwański             | 6:7, 6:2, 6:0, 6:3               |
| 1990      | Maciej Kost                | Krzysztof Gańszczyk        | 7:5, 7:5, 6:2                    |
| 1991      | Bartłomiej Dąbrowski       | Lech Sidor                 | 6:2, 6:4, 6:3                    |
| 1992      | Lech Sidor                 | Adam Skrzypczak            | 6:1, 4:6, 6:2, 6:0               |
| 1993      | Bartłomiej Dąbrowski       | Beniamin Budziak           | 6:3, 6:1, 6:1                    |
| 1994      | Marcin Rozpędski           | Adam Skrzypczak            | 7:5, 2:6, 6:4                    |
| 1995      | Adam Skrzypczak            | Maciej Kost                | 6:0, 6:1, 5:7, 6:4               |
| 1996      | Bartłomiej Dąbrowski       | Michał Gawłowski           | 6:4, 6:2, 6:3                    |
| 1997      | Bartłomiej Dąbrowski       | Beniamin Budziak           | 7:5, 6:1, 6:3                    |
| 1998      | Michał Chmela              | Michał Gawłowski           | 6:0, 6:2, 7:5                    |
| 1999      | Mariusz Zieliński          | Marcin Matkowski           | 6:2, 6:3, 6:1                    |
| 2000      | Krystian Pfeiffer          | Bartłomiej Dąbrowski       | 6:3, 7:5, 6:2                    |
| 2001      | Krystian Pfeiffer          | Bartłomiej Dąbrowski       | 6:3, 3:6, 7:5, 7:6               |
| 2002      | Radosław Nijaki            | Michał Gawłowski           | 7:6(3), 7:6(5), 6:7(3), 2:6, 6:1 |
| 2003      | Bartłomiej Dąbrowski       | Mariusz Fyrstenberg        | 6:1, 7:5, 3:6, 6:3               |
| 2004      | Radosław Nijaki            | Marcin Maszczyk            | 7:5, 6:2, 7:5                    |
| 2005      | Bartłomiej Dąbrowski       | Łukasz Kubot               | 7:6(2), 7:6(2)                   |
| 2006      | Filip Urban                | Michał Przysiężny          | 7:6(7), 4:6, 6:3                 |
| 2007      | Marcin Gawron              | Jędrzej Żarski             | 6:4, 7:6(0)                      |
| 2008      | Marcin Gawron              | Błażej Koniusz             | 4:6, 6:4, 2:0 krecz              |
| 2009      | Dawid Olejniczak           | Dawid Celt                 | 6:2, 2:6, 6:4                    |
| 2010      | Marcin Gawron              | Grzegorz Panfil            | 7:6(6), 6:4                      |
| 2011      | Jerzy Janowicz             | Andriej Kapaś              | 7:6(4), 4:6, 6:4                 |
| 2012      | Grzegorz Panfil            | Piotr Gadomski             | 2:6, 6:3, 2:1 krecz              |
| 2013      | Paweł Ciaś                 | Piotr Łomacki              | 2:6, 6:2, 6:2                    |
| 2014      | Igor Bujdo                 | Maciej Smoła               | 6:3, 2:6, 6:3                    |
| 2015      | Paweł Ciaś                 | Grzegorz Panfil            | 6:3, 6:3                         |
| 2016      | Hubert Hurkacz             | Grzegorz Panfil            | 5:7, 6:3, 3:1 krecz              |
| 2017      | Marcin Gawron              | Bartosz Wojnar             | 6:0, 6:1                         |
| 2018      | Maciej Rajski              | Piotr Gryńkowski           | 6:3, 6:1                         |
| 2019      | Paweł Ciaś                 | Daniel Michalski           | 6:4, 6:4                         |
| 2020      | Kacper Żuk                 | Daniel Michalski           | 7:6(5), 7:6(3)                   |
| 2021      | Kamil Majchrzak            | Kacper Żuk                 | 7:6(4), 6:1                      |
| 2022      | Daniel Michalski           | Jan Zieliński              | 6:3, 6:2                         |
| 2023      | Paweł Ciaś                 | Martyn Pawelski            | 7:5, 6:0                         |
| 2024      | Martyn Pawelski            | Daniel Michalski           | 4:6, 6:3, 6:4                    |
| 2025      | Karol Filar                | Dorian Juszczak            | 2:6, 6:2, 6:1                    |

### Gra pojedyncza kobiet
| Rok       | Zwyciężczyni               | Finalistka                 | Wynik                      |
| --------- | -------------------------- | -------------------------- | -------------------------- |
| 1921      | Wiera Richterówna          | Wanda Dubieńska            | 6:1, 7:5                   |
| 1922      | Wiera Richterówna          | Wanda Dubieńska            | 6:1, 7:5                   |
| 1923      | mistrzostwa nie odbyły się | mistrzostwa nie odbyły się | mistrzostwa nie odbyły się |
| 1924      | Wiera Richterówna          | Elżbieta Stephan           | walkower                   |
| 1925      | Wiera Richterówna          | Jadwiga Poradowska         | 6:4, 6:0                   |
| 1926      | Wiera Richterówna          | Wanda Dubieńska            | 6:4, 6:2                   |
| 1927      | Wiera Richterówna          | Wanda Dubieńska            | 6:4, 6:3                   |
| 1928      | Wanda Dubieńska            | Jadwiga Jędrzejowska       | 8:6, 6:4                   |
| 1929      | Jadwiga Jędrzejowska       | Jadwiga Raciborska         | 6:1, 6:2                   |
| 1930      | Jadwiga Jędrzejowska       | Wanda Dubieńska            | 6:4, 6:2                   |
| 1931      | Jadwiga Jędrzejowska       | Gertruda Volkmer           | 6:2, 6:1                   |
| 1932      | Jadwiga Jędrzejowska       | Wanda Dubieńska            | 6:1, 6:4                   |
| 1933      | Jadwiga Jędrzejowska       | Wanda Dubieńska            | 6:2, 6:2                   |
| 1934      | Jadwiga Jędrzejowska       | Gertruda Volkmer           | 6:4, 6:2                   |
| 1935      | Jadwiga Jędrzejowska       | Gertruda Jacobsen          | 6:1, 6:3                   |
| 1936      | Jadwiga Jędrzejowska       | Gertruda Jacobsen          | 6:3, 11:9                  |
| 1937      | Anna Głowacka              | Helena Łuniewska           | 8:6, 7:5                   |
| 1938      | Gertruda Jacobsen          | Zofia Jędrzejowska         | 7:5, 6:2                   |
| 1939      | Jadwiga Jędrzejowska       | Helena Łuniewska           | 6:2, 6:0                   |
| 1940–1944 | mistrzostwa nie odbyły się | mistrzostwa nie odbyły się | mistrzostwa nie odbyły się |
| 1945      | Jadwiga Jędrzejowska       | Zofia Jędrzejowska         | 6:3, 6:1                   |
| 1946      | Jadwiga Jędrzejowska       | Zofia Jędrzejowska         | 6:2, 6:0                   |
| 1947      | Maria Rudowska             | Irmina Popławska           | 6:4, 5:7, 6:3              |
| 1948      | Jadwiga Jędrzejowska       | Irmina Popławska           | walkower                   |
| 1949      | Jadwiga Jędrzejowska       | Stefania Kamińska          | 6:1, 6:1                   |
| 1950      | Jadwiga Jędrzejowska       | Irmina Popławska           | 6:2, 6:0                   |
| 1951      | Jadwiga Jędrzejowska       | Maria Rudowska             | 6:1, 6:0                   |
| 1952      | Jadwiga Jędrzejowska       | Zuzanna Ryczkówna          | 9:7, 6:3                   |
| 1953      | Jadwiga Jędrzejowska       | Zuzanna Ryczkówna          | 6:4, 6:4                   |
| 1954      | Jadwiga Jędrzejowska       | Lidia Licisówna            | 6:1, 6:1                   |
| 1955      | Jadwiga Jędrzejowska       | Zuzanna Ryczkówna          | 6:4, 6:4                   |
| 1956      | Zuzanna Ryczkówna          | Jadwiga Jędrzejowska       | 7:5, 2:6, 6:4              |
| 1957      | Jadwiga Jędrzejowska       | Katarzyna Gerigkówna       | 6:4, 6:3                   |
| 1958      | Jadwiga Jędrzejowska       | Krystyna Filipówna         | 6:1, 6:1                   |
| 1959      | Jadwiga Jędrzejowska       | Danuta Szmidtówna          | 6:0, 6:3                   |
| 1960      | Krystyna Filipówna         | Danuta Rylska              | 9:7, 6:1                   |
| 1961      | Jadwiga Jędrzejowska       | Danuta Szmidtówna          | 6:1, 6:1                   |
| 1962      | Danuta Rylska              | Maria Dowborówna           | 6:3, 6:4                   |
| 1963      | Danuta Rylska              | Danuta Wieczorek           | 6:4, 6:8, 6:3              |
| 1964      | Danuta Rylska              | Jadwiga Jędrzejowska       | 6:2, 6:2                   |
| 1965      | Danuta Calińska            | Barbara Olszowska          | 7:5, 6:2                   |
| 1966      | Danuta Wieczorek           | Barbara Kral               | 4:6, 6:3, 7:5              |
| 1967      | Danuta Wieczorek           | Barbara Kral               | 8:6, 3:6, 6:3              |
| 1968      | Danuta Wieczorek           | Barbara Kral               | 6:4, 4:3 krecz             |
| 1969      | Barbara Kral               | Danuta Rylska              | 6:0, 6:4                   |
| 1970      | Danuta Wieczorek           | Barbara Kral               | 2:6, 6:1, 8:6              |
| 1971      | Danuta Wieczorek           | Barbara Kral               | 6:2, 6:2                   |
| 1972      | Barbara Kral               | Danuta Wieczorek           | 6:2, 6:4                   |
| 1973      | Barbara Kral               | Danuta Wieczorek           | 6:2, 4:6, 6:1              |
| 1974      | Barbara Kral               | Danuta Szwaj               | 9:7, 6:2                   |
| 1975      | Danuta Szwaj               | Jolanta Rozala             | 6:0, 7:5                   |
| 1976      | Barbara Olsza              | Danuta Szwaj               | 6:4, 6:3                   |
| 1977      | Danuta Szwaj               | Małgorzata Rejdych         | 6:2, 6:2                   |
| 1978      | Barbara Włochowicz         | Danuta Szwaj               | 6:4, 6:2                   |
| 1979      | Danuta Szwaj               | Barbara Olsza              | 7:5, 6:4                   |
| 1980      | Wanda Diłaj                | Iwona Kuczyńska            | 6:3, 4:6, 6:4              |
| 1981      | Małgorzata Żydek           | Dorota Dziekońska          | 3:6, 6:1, 6:2              |
| 1982      | Wanda Diłaj                | Danuta Szwaj               | 7:5, 6:3                   |
| 1983      | Małgorzata Żydek           | Wanda Diłaj                | 3:6, 6:4, 6:1              |
| 1984      | Dorota Dziekońska          | Danuta Szwaj               | 6:2, 6:1                   |
| 1985      | Monika Waniek              | Dorota Dziekońska          | 6:1, 6:3                   |
| 1986      | Ewa Żerdecka               | Katarzyna Nowak            | 7:6, 6:2                   |
| 1987      | Katarzyna Nowak            | Renata Wojtkiewicz         | 6:1, 6:1                   |
| 1988      | Katarzyna Nowak            | Renata Wojtkiewicz         | 6:3, 6:2                   |
| 1989      | Magdalena Mróz             | Katarzyna Nowak            | 6:2, 7:6                   |
| 1990      | Katarzyna Nowak            | Magdalena Mróz             | 6:4, 3:6, 6:3              |
| 1991      | Magdalena Mróz             | Hanna Kuklińska            | 6:1, 6:0                   |
| 1992      | Monika Starosta            | Katarzyna Malec            | 6:1, 6:3                   |
| 1993      | Katarzyna Malec            | Agata Werblińska           | 6:3, 6:1                   |
| 1994      | Magdalena Grzybowska       | Aleksandra Olsza           | 4:6, 6:1, 6:4              |
| 1995      | Sylwia Rynarzewska         | Ewa Radzikowska            | 6:3, 6:3                   |
| 1996      | Magdalena Grzybowska       | Katarzyna Strączy          | 6:3, 6:1                   |
| 1997      | Magdalena Grzybowska       | Katarzyna Teodorowicz      | 6:2, 7:5                   |
| 1998      | Magdalena Grzybowska       | Aleksandra Olsza           | 4:6, 6:4, 6:2              |
| 1999      | Joanna Sakowicz            | Ewelina Augustyniak        | 6:3, 6:4                   |
| 2000      | Karolina Bułat             | Katarzyna Strączy          | 6:3, 6:2                   |
| 2001      | Karolina Jagieniak         | Anna Żarska                | 7:6(4), 6:2                |
| 2002      | Katarzyna Strączy          | Marta Domachowska          | 6:2, 4:6, 6:4              |
| 2003      | Joanna Sakowicz            | Monika Schneider           | 1:6, 6:2, 6:2              |
| 2004      | Magdalena Kiszczyńska      | Karolina Kosińska          | 7:5, 3:6, 6:4              |
| 2005      | Karolina Kosińska          | Joanna Sakowicz            | 4:6, 6:2, 7:5              |
| 2006      | Anna Korzeniak             | Alicja Rosolska            | 6:4, 6:1                   |
| 2007      | Anna Korzeniak             | Magdalena Kiszczyńska      | 6:1, 6:0                   |
| 2008      | Karolina Kosińska          | Olga Brózda                | 6:3, 6:1                   |
| 2009      | Aleksandra Rosolska        | Magda Linette              | 6:1, 7:6(2)                |
| 2010      | Paula Kania                | Aleksandra Rosolska        | 6:3, 6:2                   |
| 2011      | Paula Kania                | Karolina Kosińska          | 6:7(5), 6:2, 6:0           |
| 2012      | Sylwia Zagórska            | Olga Brózda                | 4:6, 6:3, 6:2              |
| 2013      | Sylwia Zagórska            | Magdalena Fręch            | 2:6, 6:3, 6:0              |
| 2014      | Magdalena Fręch            | Barbara Sobaszkiewicz      | 6:2, 1:6, 6:1              |
| 2015      | Magdalena Fręch            | Olga Brózda                | 6:3, 6:3                   |
| 2016      | Daria Kuczer               | Justyna Jegiołka           | 6:4, 6:3                   |
| 2017      | Katarzyna Wysoczańska      | Magdalena Zajda            | 1:6, 6:2, 7:5              |
| 2018      | Marta Leśniak              | Paulina Czarnik            | 6:0, 6:3                   |
| 2019      | Stefania Rogozińska-Dzik   | Anastazja Szoszyna         | 3:6, 6:1, 6:4              |
| 2020      | Magdalena Fręch            | Katarzyna Kawa             | 7:5, 6:3                   |
| 2021      | Magdalena Fręch            | Katarzyna Kawa             | 6:3, 6:4                   |
| 2022      | Magdalena Fręch            | Martyna Kubka              | 6:0, 6:4                   |
| 2023      | Weronika Falkowska         | Marta Leśniak              | 6:2, 3:6, 6:3              |
| 2024      | Weronika Ewald             | Martyna Kubka              | 3:6, 6:4, 6:3              |
| 2025      | Weronika Falkowska         | Martyna Kubka              | 6:2, 6:3                   |

### Gra podwójna mężczyzn
| Rok       | Zwycięzcy                                 | Finaliści                                   | Wynik                      |
| --------- | ----------------------------------------- | ------------------------------------------- | -------------------------- |
| 1921      | Edward Kleinadel Jan Kowalewski           | Władysław Szwede Ksawery Zachar             | 6:4, 5:1 krecz             |
| 1922      | Franz Bauer Stanisław Menda               | Hans Nauels Karol Steinert                  | 6:4, 4:6, 6:4              |
| 1923      | mistrzostwa nie odbyły się                | mistrzostwa nie odbyły się                  | mistrzostwa nie odbyły się |
| 1924      | nie rozegrano                             | nie rozegrano                               | nie rozegrano              |
| 1925      | Karol Steinert Jerzy Stolarow             | Henryk Emchowicz Jan Loth                   | 6:4, 7:5, 6:4              |
| 1926      | Jerzy Stolarow Maksymilian Stolarow       | Andrzej Miziewicz Otto Steiner              | 6:4, 10:8, 3:6, 6:4        |
| 1927      | Jerzy Stolarow Maksymilian Stolarow       | Andrzej Miziewicz Otto Steiner              | 4:6, 8:6, 7:5, 6:4         |
| 1928      | Jerzy Stolarow Maksymilian Stolarow       | Stanisław Czetwertyński Andrzej Miziewicz   | 2:6, 8:6, 6:3, 6:2         |
| 1929      | Jerzy Stolarow Maksymilian Stolarow       | Ignacy Tłoczyński Przemysław Warmiński      | 6:4, 6:3, 6:3              |
| 1930      | Jerzy Stolarow Maksymilian Stolarow       | Włodzimierz Marszewski Przemysław Warmiński | 6:3, 4:6, 4:6, 6:3, 6:0    |
| 1931      | Jerzy Stolarow Maksymilian Stolarow       | Witold Horain Ernest Wittmann               | 7:5, 1:6, 6:3, 7:5         |
| 1932      | Ignacy Tłoczyński Przemysław Warmiński    | Jerzy Stolarow Maksymilian Stolarow         | 7:5, 3:6, 2:6, 6:2, 6:1    |
| 1933      | Jerzy Stolarow Ignacy Tłoczyński          | Józef Hebda Ernest Wittmann                 | 6:3, 6:4, 3:6, 2:6, 6:0    |
| 1934      | Jerzy Stolarow Ignacy Tłoczyński          | Walenty Bratek Kazimierz Tarłowski          | 7:5, 6:2, 6:1              |
| 1935      | Walenty Bratek Kazimierz Tarłowski        | Józef Hebda Ignacy Tłoczyński               | 3:6, 7:5, 6:3, 6:3         |
| 1936      | Józef Hebda Kazimierz Tarłowski           | Czesław Spychała Ignacy Tłoczyński          | 6:0, 6:3, 6:2              |
| 1937      | Walenty Bratek Kazimierz Tarłowski        | Józef Hebda Ignacy Tłoczyński               | 6:2, 0:6, 6:3, 4:6, 6:0    |
| 1938      | Adam Baworowski Ignacy Tłoczyński         | Józef Hebda Ernest Wittmann                 | 6:1, 6:3, 6:4              |
| 1939      | Adam Baworowski Ignacy Tłoczyński         | Józef Hebda Czesław Spychała                | 0:6, 6:3, 10:8, 2:6, 6:4   |
| 1940–1944 | mistrzostwa nie odbyły się                | mistrzostwa nie odbyły się                  | mistrzostwa nie odbyły się |
| 1945      | Józef Hebda Władysław Skonecki            | Krzysztof Herbst Włodzimierz Olejniszyn     | 6:2, 6:3, 6:1              |
| 1946      | Włodzimierz Olejniszyn Władysław Skonecki | Zbigniew Bełdowski Józef Hebda              | 7:5, 6:4, 6:1              |
| 1947      | Józef Hebda Władysław Skonecki            | Włodzimierz Olejniszyn Ksawery Tłoczyński   | 6:2, 6:4, 6:2              |
| 1948      | Władysław Skonecki Ksawery Tłoczyński     | Leon Kończak Roman Niestrój                 | 8:6, 6:3, 6:4              |
| 1949      | Jan Chytrowski Roman Niestrój             | Zbigniew Bełdowski Władysław Skonecki       | 6:4, 4:6, 7:5, 4:6, 6:4    |
| 1950      | Włodzimierz Olejniszyn Władysław Skonecki | Józef Piątek Ksawery Tłoczyński             | walkower                   |
| 1951      | Kazimierz Kowalczewski Roman Niestrój     | Jan Chytrowski Władysław Skonecki           | 6:1, 3:6, 6:4, 6:4         |
| 1952      | Józef Piątek Ksawery Tłoczyński           | Renisław Kramer Tadeusz Tomaszewski         | 6:2, 2:6, 6:1              |
| 1953      | Janusz Kwiatek Jan Radzio                 | Jan Chytrowski Ksawery Tłoczyński           | 6:4, 6:1, 6:3              |
| 1954      | Kazimierz Kowalczewski Józef Piątek       | Alfred Buchalik Roman Niestrój              | 3:6, 6:4, 6:1, 8:6         |
| 1955      | Józef Piątek Jan Radzio                   | Renisław Kramer Ksawery Tłoczyński          | 7:5, 6:0, 6:2              |
| 1956      | Kazimierz Kowalczewski Józef Piątek       | Jan Radzio Władysław Skonecki               | 1:6, 7:5, 6:2, 3:6, 6:4    |
| 1957      | Henryk Skonecki Władysław Skonecki        | Janusz Kwiatek Andrzej Zennegg              | 6:2, 6:2, 6:2              |
| 1958      | Józef Piątek Jan Radzio                   | Wiesław Gąsiorek Andrzej Licis              | 6:3, 6:3, 6:4              |
| 1959      | Wiesław Gąsiorek Józef Piątek             | Kazimierz Kowalczewski Jan Radzio           | 6:2, 6:2, 7:5              |
| 1960      | Wiesław Gąsiorek Józef Piątek             | Bogdan Maniewski Jan Radzio                 | 11:9, 6:0                  |
| 1961      | Bogdan Maniewski Władysław Skonecki       | Wiesław Gąsiorek Józef Piątek               | 11:9, 6:4, 6:3             |
| 1962      | Wiesław Gąsiorek Józef Piątek             | Bogdan Maniewski Jan Radzio                 | 6:2, 6:0, 0:6, 6:2         |
| 1963      | Wielisław Nowicki Władysław Skonecki      | Wiesław Gąsiorek Józef Piątek               | 6:1, 6:4, 6:4              |
| 1964      | Wielisław Nowicki Władysław Skonecki      | Wiesław Gąsiorek Józef Piątek               | 5:7, 4:6, 6:3, 7:5, 6:4    |
| 1965      | Wiesław Gąsiorek Józef Piątek             | Bogdan Maniewski Wielisław Nowicki          | 9:11, 7:5, 6:4, 6:3        |
| 1966      | Tadeusz Nowicki Wielisław Nowicki         | Wiesław Gąsiorek Józef Piątek               | 9:7, 6:0, 6:1              |
| 1967      | Wiesław Gąsiorek Józef Piątek             | Bronisław Lewandowski Tadeusz Nowicki       | walkower                   |
| 1968      | Tadeusz Nowicki Mieczysław Rybarczyk      | Wiesław Gąsiorek Józef Piątek               | 6:2, 6:3, 6:1              |
| 1969      | Bronisław Lewandowski Tadeusz Nowicki     | Wiesław Biełanowicz Jarosław Dąbrowski      | 6:3, 6:1, 6:3              |
| 1970      | Tadeusz Nowicki Mieczysław Rybarczyk      | Czesław Dobrowolski Stanisław Kończak       | 6:1, 6:0, 6:1              |
| 1971      | Jacek Niedźwiedzki Tadeusz Nowicki        | Wiesław Gąsiorek Józef Piątek               | 6:0, 6:0, 6:0              |
| 1972      | Jacek Niedźwiedzki Tadeusz Nowicki        | Wojciech Fibak Mieczysław Rybarczyk         | 6:1 1:6, 6:8, 12:10, 6:2   |
| 1973      | Jacek Niedźwiedzki Tadeusz Nowicki        | Henryk Drzymalski Wojciech Fibak            | 6:1, 6:4, 6:2              |
| 1974      | Henryk Drzymalski Wojciech Fibak          | Jacek Niedźwiedzki Tadeusz Nowicki          | walkower                   |
| 1975      | Henryk Drzymalski Wojciech Fibak          | Jacek Niedźwiedzki Tadeusz Nowicki          | 3:6, 7:5, 7:5, 6:2         |
| 1976      | Jacek Niedźwiedzki Tadeusz Nowicki        | Czesław Dobrowolski Henryk Drzymalski       | 4:6, 7:5, 4:6, 6:0, 6:2    |
| 1977      | Henryk Drzymalski Tadeusz Nowicki         | Zenon Rode Włodzimierz Turkowski            | 6:1, 6:4                   |
| 1978      | Henryk Drzymalski Tadeusz Nowicki         | Grzegorz Niestrój Andrzej Wiśniewski        | 6:2, 6:1                   |
| 1979      | Henryk Drzymalski Tadeusz Nowicki         | Zenon Rode Włodzimierz Turkowski            | 6:3, 3:6, 8:6              |
| 1980      | Henryk Drzymalski Tadeusz Nowicki         | Janusz Gąsior Andrzej Wiśniewski            | 6:2, 6:0, 7:6              |
| 1981      | Henryk Drzymalski Witold Meres            | Janusz Czoba Czesław Dobrowolski            | 8:6, 7:5                   |
| 1982      | Henryk Drzymalski Witold Meres            | Aleksander Harasym Marek Królicki           | 6:2, 6:2                   |
| 1983      | Bogdan Hrones Romuald Szczepanik          | Lech Bieńkowski Henryk Drzymalski           | 6:3, 6:3                   |
| 1984      | Lech Bieńkowski Romuald Szczepanik        | Michał Lewandowski Waldemar Rogowski        | 6:2, 6:4                   |
| 1985      | Andrzej Jagielski Maciej Kośka            | Michał Lewandowski Waldemar Rogowski        | 6:3, 2:6, 6:4              |
| 1986      | Wojciech Kowalski Tomasz Maliszewski      | Maciej Przybylski Waldemar Rogowski         | 7:5, 6:4                   |
| 1987      | Wojciech Kowalski Tomasz Maliszewski      | Krysztof Gańszczyk Tomasz Iwański           | 5:7, 7:6, 6:0              |
| 1988      | Tomasz Iwański Lech Sidor                 | Olgierd Hofman Waldemar Rogowski            | 3:6, 6:1, 6:2              |
| 1989      | Wojciech Kowalski Tomasz Maliszewski      | Tomasz Iwański Lech Sidor                   | 6:4, 7:6                   |
| 1990      | Maciej Kost Lech Sidor                    | Paweł Domański Wojciech Jamroz              | 7:5, 6:1                   |
| 1991      | Bartłomiej Dąbrowski Tomasz Iwański       | Maciej Kost Lech Sidor                      | 6:4, 5:7, 6:1              |
| 1992      | Bartłomiej Dąbrowski Tomasz Iwański       | Paweł Ostrowski Robert Śliwiński            | 7:6, 6:2                   |
| 1993      | Tomasz Iwański Lech Sidor                 | Maciej Kost Robert Wójcik                   | 6:4, 6:3                   |
| 1994      | Tomasz Lichoń Robert Śliwiński            | Michał Gawłowski Piotr Żurawiecki           | 3:6, 6:3, 6:0              |
| 1995      | Beniamin Budziak Marcin Rozpędski         | Łukasz Glasser Wojciech Mincberg            | 7:5, 7:6                   |
| 1996      | Paweł Motylewski Marcin Rozpędski         | Krystian Pfeiffer Piotr Szczepanik          | 6:2, 6:7, 6:2              |
| 1997      | Bartłomiej Dąbrowski Bernard Kaczorowski  | Michał Gawłowski Lech Sidor                 | 6:7(8), 7:5, 6:1           |
| 1998      | Filip Anioła Michał Chmela                | Michał Jordan Grzegorz Zgoła                | 6:3, 6:3                   |
| 1999      | Krzysztof Kwinta Marcin Matkowski         | Kamil Lewandowicz Lech Sidor                | 7:5, 6:1                   |
| 2000      | Krzysztof Kwinta Marcin Matkowski         | Michał Piękoś Mariusz Zieliński             | 2:6, 6:4, 6:1              |
| 2001      | Filip Anioła Piotr Szczepanik             | Maciej Diłaj Piotr Żurawiecki               | 7:6(2), 6:4                |
| 2002      | Filip Anioła Piotr Szczepanik             | Marcin Gołąb Kamil Lewandowicz              | 6:4, 2:6, 7:6(5)           |
| 2003      | Mariusz Fyrstenberg Marcin Matkowski      | Łukasz Pelowski Filip Urban                 | 3:6, 7:5, 6:2              |
| 2004      | Marcin Maszczyk Michał Przysiężny         | Filip Anioła Filip Urban                    | 6:4, 3:6, 6:3              |
| 2005      | Mariusz Fyrstenberg Marcin Matkowski      | Michał Domański Andrzej Grusiecki           | 6:3, 6:4                   |
| 2006      | Dawid Olejniczak Filip Urban              | Paweł Diłaj Marek Pokrywka                  | 6:3, 6:1                   |
| 2007      | Wojciech Gawlak Marek Oratowski           | Dawid Celt Marcin Gawron                    | 7:6(7), 0:6, 10–6          |
| 2008      | Błażej Koniusz Mateusz Kowalczyk          | Dawid Celt Marcin Gawron                    | walkower                   |
| 2009      | Dawid Celt Dawid Olejniczak               | Andriej Kapaś Bojan Szumański               | walkower                   |
| 2010      | Mateusz Kowalczyk Grzegorz Panfil         | Dawid Celt Marcin Gawron                    | 6:3, 7:6(3)                |
| 2011      | Piotr Gadomski Maciej Smoła               | Dawid Celt Dawid Olejniczak                 | 7:5, 1:6, 10–4             |
| 2012      | Andriej Kapaś Grzegorz Panfil             | Igor Bujdo Mateusz Szmigiel                 | 6:4, 6:4                   |
| 2013      | Piotr Barański Louis Dończyk              | Mikołaj Jędruszczak Marek Pokrywka          | 6:2, 7:6(4)                |
| 2014      | Mikołaj Jędruszczak Wojciech Lutkowski    | Piotr Barański Rafał Teurer                 | 6:3, 6:2                   |
| 2015      | Mikołaj Jędruszczak Jan Zieliński         | Marcin Gawron Adam Majchrowicz              | 5:7, 7:6(4), 10–3          |
| 2016      | Mateusz Kowalczyk Szymon Walków           | Marcin Gawron Grzegorz Panfil               | 6:4, 0:6, 10–1             |
| 2017      | Marcin Gawron Mateusz Kowalczyk           | Karol Drzewiecki Maciej Smoła               | 6:4, 6:4                   |
| 2018      | Marcin Gawron Mateusz Kowalczyk           | Jan Zieliński Kacper Żuk                    | 6:3, 1:6, 10–2             |
| 2019      | Jan Zieliński Kacper Żuk                  | Paweł Ciaś Grzegorz Panfil                  | 6:4, 6:2                   |
| 2020      | Kamil Majchrzak Jan Zieliński             | Kamil Gajewski Dominik Nazaruk              | 6:3, 6:4                   |
| 2021      | Szymon Walków Jan Zieliński               | Karol Drzewiecki Kacper Żuk                 | 6:3, 4:6, 10–4             |
| 2022      | Jan Zieliński Kacper Żuk                  | Szymon Kielan Filip Peliwo                  | 6:2, 6:1                   |
| 2023      | Wojciech Marek Piotr Matuszewski          | Olaf Pieczkowski Filip Pieczonka            | 5:7, 6:2, 10–4             |
| 2024      | Szymon Walków Kacper Żuk                  | Szymon Kielan Martyn Pawelski               | 1:6, 7:6(3), 10–6          |
| 2025      | Kacper Szymkowiak Szymon Walków           | Tomasz Berkieta Mateusz Lange               | 6:2, 4:6, 13–11            |

### Gra podwójna kobiet
| Rok       | Zwyciężczynie                              | Finalistki                              | Wynik                      |
| --------- | ------------------------------------------ | --------------------------------------- | -------------------------- |
| 1921–1922 | nie rozegrano                              | nie rozegrano                           | nie rozegrano              |
| 1923      | mistrzostwa nie odbyły się                 | mistrzostwa nie odbyły się              | mistrzostwa nie odbyły się |
| 1924–1925 | nie rozegrano                              | nie rozegrano                           | nie rozegrano              |
| 1926      | Jadwiga Poradowska Wiera Richterówna       | Wanda Dubieńska Maria Kruczkiewicz      | 6:2, 3:6, 6:4              |
| 1927      | Stanisława Groblewska Jadwiga Jędrzejowska | Ksenia Richterówna Wiera Richterówna    | 6:3, 6:4                   |
| 1928      | Stanisława Groblewska Jadwiga Jędrzejowska | Wanda Dubieńska Wiera Richterówna       | 6:2, 2:6, 6:3              |
| 1929      | Anna Maria Posseltówna Jadwiga Raciborska  | Stanisława Groblewska Maria Orzechowska | 7:5, 6:2                   |
| 1930      | Wanda Dubieńska Greta Syropowa             | Jadwiga Jędrzejowska Ada Pozowska       | 6:4, 4:6, 6:3              |
| 1931      | Wanda Dubieńska Jadwiga Jędrzejowska       | Maria Rudowska Gertruda Volkmer         | 6:2, 6:2                   |
| 1932      | Maria Rudowska Gertruda Volkmer            | Stanisława Groblewska Ada Pozowska      | 6:4, 6:3                   |
| 1933      | Wanda Dubieńska Jadwiga Jędrzejowska       | Gertruda Volkmer Elżbieta Stephan       | 8:6, 6:2                   |
| 1934–1936 | nie rozegrano                              | nie rozegrano                           | nie rozegrano              |
| 1937      | Zofia Jędrzejowska Maria Rudowska          | Maria Gajdzianka Elżbieta Stephan       | 3:6, 6:4, 6:3              |
| 1938      | Gertruda Jacobsen Elżbieta Stephan         | Anna Bemówna Zofia Jędrzejowska         | 6:2, 6:3                   |
| 1939      | Jadwiga Jędrzejowska Zofia Jędrzejowska    | Anna Bemówna Zofia Siodówna             | 3:6, 10:8, 6:3             |
| 1940–1944 | mistrzostwa nie odbyły się                 | mistrzostwa nie odbyły się              | mistrzostwa nie odbyły się |
| 1945–1951 | nie rozegrano                              | nie rozegrano                           | nie rozegrano              |
| 1952      | Jadwiga Jędrzejowska Irmina Popławska      | Zofia Ostaszewska Edyta Piątek          | 6:2, 6:1                   |
| 1953–1954 | nie rozegrano                              | nie rozegrano                           | nie rozegrano              |
| 1955      | Jadwiga Jędrzejowska Irmina Popławska      | Maria Rudowska Zuzanna Ryczkówna        | 6:2, 2:6, 6:2              |
| 1956      | Barbara Panasiuk Zuzanna Ryczkówna         | Jadwiga Jędrzejowska Irmina Popławska   | 4:6, 6:3, 6:4              |
| 1957      | Ewa Fogelman Jadwiga Jędrzejowska          | Lidia Licisówna Danuta Szmidtówna       | 6:0, 6:3                   |
| 1958      | Jadwiga Jędrzejowska Krystyna Żmijanka     | Irmina Popławska Marta Sonsalla         | 6:2, 6:1                   |
| 1959      | Jadwiga Jędrzejowska Krystyna Żmijanka     | Maria Dowborówna Danuta Szmidtówna      | 6:3, 7:5                   |
| 1960      | Maria Dowborówna Danuta Szmidtówna         | Hanna Kucharska Barbara Olszowska       | 6:4, 6:4                   |
| 1961      | Jadwiga Jędrzejowska Krystyna Żmijanka     | Maria Dowborówna Danuta Szmidtówna      | 6:4, 6:0                   |
| 1962      | Maria Dowborówna Danuta Szmidtówna         | Barbara Olszowska Danuta Rylska         | 5:7, 7:5, 7:5              |
| 1963      | Maria Lewandowska Danuta Szmidtówna        | Barbara Olszowska Danuta Rylska         | 6:4, 11:9                  |
| 1964      | Jadwiga Jędrzejowska Krystyna Makowska     | Krystyna Filip Danuta Wieczorek         | 6:2, 6:2                   |
| 1965      | Jadwiga Jędrzejowska Krystyna Makowska     | Danuta Calińska Maria Lewandowska       | 2:6, 6:4, 6:4              |
| 1966      | Jadwiga Jędrzejowska Danuta Wieczorek      | Danuta Calińska Maria Lewandowska       | 3:6, 7:5, 6:3              |
| 1967      | Barbara Kral Alina Zdun                    | Danuta Rylska Danuta Wieczorek          | 4:6, 8:6, 6:4              |
| 1968      | Barbara Olszowska Danuta Wieczorek         | Barbara Kral Alina Zdun                 | 8:6, 7:5                   |
| 1969      | Barbara Kral Alina Zdun                    | Wanda Ostrowska Barbara Włochowicz      | 6:2, 6:2                   |
| 1970      | Barbara Kral Barbara Włochowicz            | Danuta Wieczorek Alina Zdun             | 6:4, 6:4                   |
| 1971      | Danuta Rylska Danuta Wieczorek             | Barbara Kral Barbara Włochowicz         | 6:4, 6:3                   |
| 1972      | Barbara Kral Barbara Włochowicz            | Wanda Ostrowska Danuta Wieczorek        | 13:11, 5:7, 6:0            |
| 1973      | Barbara Kral Barbara Włochowicz            | Wanda Ostrowska Danuta Wieczorek        | 9:7, 7:5                   |
| 1974      | Barbara Kral Barbara Włochowicz            | Wanda Ostrowska Danuta Szwaj            | 7:5, 1:6, 6:4              |
| 1975      | Danuta Szwaj Elżbieta Ślesicka             | Małgorzata Rejdych Jolanta Rozala       | 6:0, 6:3                   |
| 1976      | Jolanta Rozala Danuta Szwaj                | Barbara Olsza Barbara Włochowicz        | 6:2, 6:3                   |
| 1977      | Jolanta Rozala Danuta Szwaj                | Małgorzata Rejdych Barbara Włochowicz   | 6:2, 6:4                   |
| 1978      | Barbara Olsza Jolanta Rozala               | Danuta Szwaj Barbara Włochowicz         | 7:6, 6:4                   |
| 1979      | Barbara Olsza Danuta Szwaj                 | Iwona Kuczyńska Marzenna Sieracka       | 7:5, 6:4                   |
| 1980      | Dorota Dziekońska Jolanta Rozala           | Barbara Kocyga Elżbieta Ślesicka        | 6:1, 6:3                   |
| 1981      | Jolanta Rozala Marzenna Sieracka           | Dorota Dziekońska Danuta Szwaj          | 7:5, 7:5                   |
| 1982      | Jolanta Rozala Danuta Szwaj                | Teresa Czakańska Magda Witczak          | 7:6, 6:3                   |
| 1983      | Dorota Dziekońska Danuta Szwaj             | Wanda Diłaj Marzenna Sieracka           | 6:1, 6:1                   |
| 1984      | Dorota Dziekońska Danuta Szwaj             | Marzenna Sieracka Katarzyna Ślęczek     | 7:5, 6:4                   |
| 1985      | Monika Waniek Ewa Żerdecka                 | Elżbieta Żaboklicka Małgorzata Żydek    | 6:2, 6:2                   |
| 1986      | Magdalena Mróz Ewa Żerdecka                | Katarzyna Nowak Elżbieta Żaboklicka     | 6:3, 7:5                   |
| 1987      | Magdalena Mróz Ewa Żerdecka                | Sylwia Czopek Elżbieta Żaboklicka       | 6:3, 3:6, 6:1              |
| 1988      | Katarzyna Nowak Ewa Żerdecka               | Renata Wojtkiewicz Elżbieta Żaboklicka  | 4:6, 7:5, 6:1              |
| 1989      | Katarzyna Teodorowicz Renata Wojtkiewicz   | Sylwia Czopek Magdalena Mróz            | 6:3, 7:5                   |
| 1990      | Renata Skrzypczyńska Katarzyna Teodorowicz | Anna Gabzdyl Beata Gumuła               | 6:4, 6:1                   |
| 1991      | Magdalena Mróz Katarzyna Teodorowicz       | Sylwia Czopek Renata Skrzypczyńska      | 6:2, 6:4                   |
| 1992      | Magdalena Mróz Katarzyna Teodorowicz       | Katarzyna Malec Anna Moll               | 6:3, 6:0                   |
| 1993      | Aleksandra Olsza Sylwia Rynarzewska        | Hanna Kuklińska Agata Werblińska        | 6:0, 6:3                   |
| 1994      | Aleksandra Olsza Katarzyna Malec           | Monika Starosta Sylwia Rynarzewska      | 6:3, 2:6, 6:3              |
| 1995      | Dorota Głowacka Karolina Głowacka          | Monika Gibaszek Monika Kasianiuk        | 7:5, 1:6, 6:4              |
| 1996      | Katarzyna Strączy Katarzyna Teodorowicz    | Magdalena Grzybowska Aleksandra Olsza   | 1:6, 6:2, 7:5              |
| 1997      | Dominika Olszewska Katarzyna Teodorowicz   | Paulina Janus Agata Kurowska            | 6:1, 6:3                   |
| 1998      | Dominika Olszewska Sylwia Rynarzewska      | Aleksandra Olsza Katarzyna Teodorowicz  | walkower                   |
| 1999      | Joanna Sakowicz Katarzyna Teodorowicz      | Agata Cioroch Paulina Janus             | 6:3, 3:6, 7:5              |
| 2000      | Agata Cioroch Katarzyna Strączy            | Karolina Bułat Monika Starosta          | 6:4, 6:2                   |
| 2001      | Karolina Bułat Anna Żarska                 | Małgorzata Kanabus Aleksandra Kujawska  | 6:4, 6:2                   |
| 2002      | Agata Cioroch Marta Domachowska            | Katarzyna Strączy Anna Żarska           | 6:1, 1:6, 6:4              |
| 2003      | Klaudia Jans Katarzyna Siwosz              | Alicja Rosolska Monika Schneider        | 3:6, 6:1, 7:6(4)           |
| 2004      | Olga Brózda Natalia Kołat                  | Aleksandra Rosolska Alicja Rosolska     | 6:4, 6:2                   |
| 2005      | Klaudia Jans Alicja Rosolska               | Natalia Kołat Katarzyna Siwosz          | 0:6, 6:4, 6:3              |
| 2006      | Klaudia Jans Alicja Rosolska               | Olga Brózda Natalia Kołat               | 6:2, 6:3                   |
| 2007      | Karolina Kosińska Aleksandra Rosolska      | Paula Kania Sandra Zaniewska            | 6:1, 3:6, 12–10            |
| 2008      | Karolina Kosińska Aleksandra Rosolska      | Anna Niemiec Edyta Cieplucha            | 6:3, 6:1                   |
| 2009      | Natalia Kołat Anna Niemiec                 | Barbara Sobaszkiewicz Sylwia Zagórska   | 4:6, 7:5, 10–8             |
| 2010      | Olga Brózda Sylwia Zagórska                | Marta Jeż Paula Kania                   | 6:4, 6:4                   |
| 2011      | Paula Kania Barbara Sobaszkiewicz          | Katarzyna Kaleta Aleksandra Rosolska    | 3:6, 7:5, 10–7             |
| 2012      | Barbara Sobaszkiewicz Sylwia Zagórska      | Olga Brózda Natalia Kołat               | 6:7(7), 6:1, 10–7          |
| 2013      | Natalia Kołat Marta Leśniak                | Barbara Sobaszkiewicz Sylwia Zagórska   | 6:4, 3:6, 10–0             |
| 2014      | Magdalena Fręch Zuzanna Maciejewska        | Aleksandra Buczyńska Zofia Stanisz      | 6:3, 6:3                   |
| 2015      | Magdalena Fręch Katarzyna Kawa             | Agata Borgman Paulina Czarnik           | 7:5, 6:4                   |
| 2016      | Aleksandra Buczyńska Daria Kuczer          | Olga Brózda Justyna Jegiołka            | 4:6, 7:6(3), 12–10         |
| 2017      | Paulina Czarnik Justyna Jegiołka           | Magdalena Kądzielewska Julia Wędrocha   | 6:0, 6:1                   |
| 2018      | Weronika Falkowska Anastazja Szoszyna      | Aleksandra Buczyńska Paulina Czarnik    | 6:4, 2:6, 11–9             |
| 2019      | Weronika Falkowska Martyna Kubka           | Daria Kuczer Anastazja Szoszyna         | 6:0, 6:2                   |
| 2020      | Paula Kania-Choduń Anastazja Szoszyna      | Magdalena Fręch Martyna Kubka           | 7:6(5), 7:5                |
| 2021      | Weronika Falkowska Katarzyna Kawa          | Paula Kania-Choduń Martyna Kubka        | 7:5, 6:0                   |
| 2022      | Marcelina Podlińska Wiktoria Rutkowska     | Zuzanna Bednarz Zuzanna Pawlikowska     | 6:1, 3:6, 10–8             |
| 2023      | Weronika Falkowska Katarzyna Kawa          | Waleria Daraszuk Daria Kuczer           | 6:4, 6:1                   |
| 2024      | Weronika Falkowska Martyna Kubka           | Weronika Ewald Daria Górska             | 6:3, 7:6(4)                |
| 2025      | Weronika Falkowska Daria Kuczer            | Oriana Gniewkowska Sara Husar           | 7:5, 6:4                   |

### Gra mieszana
| Rok       | Zwycięzcy                                    | Finaliści                                | Wynik                      |
| --------- | -------------------------------------------- | ---------------------------------------- | -------------------------- |
| 1921      | Jadwiga Poradowska Edward Kleinadel          | Wiera Richterówna Jan Kowalewski         | 6:1, 6:1                   |
| 1922      | nie rozegrano                                | nie rozegrano                            | nie rozegrano              |
| 1923      | mistrzostwa nie odbyły się                   | mistrzostwa nie odbyły się               | mistrzostwa nie odbyły się |
| 1924      | nie rozegrano                                | nie rozegrano                            | nie rozegrano              |
| 1925      | Wiera Richterówna Karol Steinert             | Jadwiga Poradowska Andrzej Tarnowski     | 6:1, 6:3                   |
| 1926      | Wiera Richterówna Jerzy Stolarow             | Jadwiga Poradowska Jan Loth              | 6:1, 6:4                   |
| 1927      | Wanda Dubieńska Stanisław Czetwertyński      | Jadwiga Jędrzejowska Ksawery Zachar      | 6:4, 6:2                   |
| 1928      | Jadwiga Jędrzejowska Stanisław Czetwertyński | Helena de Scarpa Maksymilian Stolarow    | 6:1, 4:6, 6:1              |
| 1929      | Jadwiga Jędrzejowska Jerzy Stolarow          | Jadwiga Raciborska Andrzej Tarnowski     | 9:11, 6:2, 6:0             |
| 1930      | Jadwiga Jędrzejowska Przemysław Warmiński    | Gertruda Volkmer Maksymilian Stolarow    | 3:6, 6:1, 6:4              |
| 1931      | Gertruda Volkmer Ludomir Popławski           | Wanda Dubieńska Ignacy Tłoczyński        | 7:5, 6:1                   |
| 1932      | Gertruda Volkmer Józef Hebda                 | Wanda Dubieńska Ernest Wittmann          | 6:4, 6:3                   |
| 1933      | Jadwiga Jędrzejowska Ignacy Tłoczyński       | Gertruda Volkmer Józef Hebda             | 6:2, 6:3                   |
| 1934      | Gertruda Volkmer Józef Hebda                 | Maria Rudowska Ignacy Tłoczyński         | 7:5, 6:3                   |
| 1935      | Jadwiga Jędrzejowska Ignacy Tłoczyński       | Gertruda Jacobsen Józef Hebda            | 6:2, 6:2                   |
| 1936      | Jadwiga Jędrzejowska Józef Hebda             | Gertruda Jacobsen Kazimierz Tarłowski    | 6:3, 3:6, 6:3              |
| 1937      | Maria Rudowska Józef Hebda                   | Zofia Jędrzejowska Kazimierz Tarłowski   | walkower                   |
| 1938      | Maria Rudowska Józef Hebda                   | Zofia Siodówna Czesław Spychała          | 6:3, 2:6, 6:2              |
| 1939      | Jadwiga Jędrzejowska Adam Baworowski         | Zofia Siodówna Czesław Spychała          | 7:5, 6:4                   |
| 1940–1944 | mistrzostwa nie odbyły się                   | mistrzostwa nie odbyły się               | mistrzostwa nie odbyły się |
| 1945      | Jadwiga Jędrzejowska Józef Hebda             | Helena Szeraucówna Władysław Skonecki    | 1:6, 6:2, 6:4              |
| 1946      | Jadwiga Jędrzejowska Józef Hebda             | Helena Szeraucówna Władysław Skonecki    | 6:0, 8:6                   |
| 1947      | Irmina Popławska Józef Hebda                 | Maria Rudowska Władysław Skonecki        | 6:4, 6:0                   |
| 1948      | Jadwiga Jędrzejowska Józef Hebda             | Irmina Popławska Walenty Bratek          | 4:6, 6:0, 6:1              |
| 1949      | Jadwiga Jędrzejowska Władysław Skonecki      | Maria Rudowska Józef Piątek              | 6:3, 6:0                   |
| 1950      | Jadwiga Jędrzejowska Władysław Skonecki      | Irmina Popławska Włodzimierz Olejniszyn  | 6:1, 7:5                   |
| 1951      | Jadwiga Jędrzejowska Walenty Bratek          | Maria Rudowska Zbigniew Bełdowski        | 8:6, 6:4                   |
| 1952      | Jadwiga Jędrzejowska Walenty Bratek          | Helena Tłoczyńska Ksawery Tłoczyński     | 6:2, 2:6, 6:1              |
| 1953      | Jadwiga Jędrzejowska Józef Piątek            | Maria Rudowska Janusz Kwiatek            | 6:0, 6:2                   |
| 1954      | Jadwiga Jędrzejowska Józef Piątek            | Anna Andrótowa Janusz Kwiatek            | 6:2, 6:1                   |
| 1955      | Jadwiga Jędrzejowska Józef Piątek            | Krystyna Filipówna Renisław Kramer       | 6:1, 6:1                   |
| 1956      | Jadwiga Jędrzejowska Andrzej Licis           | Zuzanna Ryczkówna Janusz Kwiatek         | 6:3, 7:5                   |
| 1957      | Barbara Dańda Józef Piątek                   | Jadwiga Jędrzejowska Henryk Skonecki     | 6:3, 6:3                   |
| 1958      | Jadwiga Jędrzejowska Wiesław Gąsiorek        | Danuta Szmidtówna Lech Słomski           | 6:2, 6:1                   |
| 1959      | Jadwiga Jędrzejowska Andrzej Licis           | Danuta Szmidtówna Lech Słomski           | 6:4, 6:3                   |
| 1960      | Barbara Dańda Józef Piątek                   | Danuta Szmidtówna Lech Słomski           | 7:5, 6:4                   |
| 1961      | Jadwiga Jędrzejowska Józef Orlikowski        | Barbara Dańda Józef Piątek               | 6:1, 6:1                   |
| 1962      | Jadwiga Jędrzejowska Wiesław Gąsiorek        | Danuta Szmidtówna Bogdan Maniewski       | 6:1, 6:4                   |
| 1963      | Jadwiga Jędrzejowska Wiesław Gąsiorek        | Danuta Szmidtówna Bogdan Maniewski       | 6:4, 6:3                   |
| 1964      | Jadwiga Jędrzejowska Wiesław Biełanowicz     | Ewa Fogelman Mieczysław Kubaty           | 6:3, 6:0                   |
| 1965      | Jadwiga Jędrzejowska Wiesław Gąsiorek        | Danuta Calińska Bogdan Maniewski         | 6:4, 6:3                   |
| 1966      | Danuta Calińska Piotr Jamroz                 | Jadwiga Jędrzejowska Wiesław Gąsiorek    | 4:6, 6:4, 6:3              |
| 1967      | Danuta Wieczorek Mieczysław Rybarczyk        | Barbara Kral Piotr Jamroz                | 7:5, 6:4                   |
| 1968      | Barbara Olszowska Tadeusz Nowicki            | Krystyna Pilżyc Jacek Niedźwiedzki       | 6:2, 6:0                   |
| 1969      | Danuta Rylska Tadeusz Nowicki                | Barbara Kral Piotr Jamroz                | 3:6, 6:4, 6:1              |
| 1970      | Barbara Kral Piotr Jamroz                    | Danuta Rylska Tadeusz Nowicki            | 6:1, 1:6, 6:3              |
| 1971      | Danuta Rylska Tadeusz Nowicki                | Barbara Kral Piotr Jamroz                | 6:3, 9:7                   |
| 1972      | Danuta Wieczorek Jerzy Sonsalla              | Danuta Rylska Tadeusz Nowicki            | 6:3, 3:6, 6:1              |
| 1973      | Barbara Kral Tadeusz Nowicki                 | Danuta Wieczorek Jerzy Sonsalla          | 5:7, 9:7, 6:3              |
| 1974      | Danuta Szwaj Jerzy Sonsalla                  | Alina Zdun Henryk Drzymalski             | 6:2, 6:0                   |
| 1975      | Danuta Szwaj Jerzy Sonsalla                  | Jolanta Rozala Henryk Drzymalski         | 6:3, 6:3                   |
| 1976      | Barbara Olsza Tadeusz Nowicki                | Barbara Włochowicz Henryk Drzymalski     | 6:1, 6:2                   |
| 1977      | Małgorzata Rejdych Henryk Drzymalski         | Wanda Rybarczyk Romuald Szczepanik       | 6:2, 6:2                   |
| 1978      | Danuta Szwaj Henryk Drzymalski               | Jolanta Rozala Witold Meres              | 6:3                        |
| 1979      | Danuta Szwaj Aleksander Harasym              | Jolanta Rozala Henryk Drzymalski         | [ aq ]                     |
| 1980      | Jolanta Rozala Witold Meres                  | Wanda Diłaj Janusz Gąsior                | 2:6, 6:3, 9:7              |
| 1981      | Danuta Szwaj Aleksander Harasym              | Dorota Dziekońska Zenon Rode             | 6:3, 6:3                   |
| 1982      | Danuta Szwaj Aleksander Harasym              | Wanda Diłaj Romuald Szczepanik           | 6:3, 6:4                   |
| 1983      | Danuta Szwaj Aleksander Harasym              | Wanda Diłaj Romuald Szczepanik           | 3:6, 6:4, 6:4              |
| 1984      | Dorota Dziekońska Tomasz Maliszewski         | Elżbieta Żaboklicka Romuald Szczepanik   | 6:3, 6:1                   |
| 1985      | Beata Gumuła Wojciech Kowalski               | Elżbieta Żaboklicka Maciej Kośka         | 6:4, 6:1                   |
| 1986      | Danuta Szwaj Zenon Rode                      | Dorota Dziekońska Tomasz Maliszewski     | 2:6, 6:2, 6:4              |
| 1987      | Ewa Żerdecka Waldemar Rogowski               | Magdalena Mróz Wojciech Kowalski         | 6:4, 7:6                   |
| 1988      | Magdalena Mróz Waldemar Rogowski             | Ewa Żerdecka Lech Sidor                  | 6:1, 7:6                   |
| 1989      | Sylwia Czopek Tomasz Iwański                 | Magdalena Mróz Lech Sidor                | 6:4, 7:6                   |
| 1990      | Katarzyna Teodorowicz Lech Bieńkowski        | Renata Skrzypczyńska Lech Sidor          | 6:3, 6:3                   |
| 1991      | Monika Starosta Maciej Kost                  | Agata Werblińska Tomasz Lichoń           | 7:5, 6:4                   |
| 1992      | Katarzyna Teodorowicz Bartłomiej Dąbrowski   | Magdalena Mróz Tomasz Iwański            | 4:6, 6:2, 6:2              |
| 1993      | Aleksandra Olsza Aleksander Mierzwiński      | Sylwia Rynarzewska Michał Piękoś         | 6:2, 2:6, 6:4              |
| 1994      | Katarzyna Malec Aleksander Mierzwiński       | Sylwia Rynarzewska Michał Gawłowski      | walkower                   |
| 1995–1999 | nie rozegrano                                | nie rozegrano                            | nie rozegrano              |
| 2000      | Olga Rejniak Jakub Iłowski                   | Patrycja Bandurowska Mariusz Fyrstenberg | 6:4, 6:3                   |
| 2001      | Magdalena Wojdyło Łukasz Pelowski            | Karolina Jagieniak Krzysztof Kwinta      | 6:3, 6:4                   |
| 2002      | Katarzyna Siwosz Bernard Kaczorowski         | Karolina Lewandowicz Kamil Lewandowicz   | 4:6, 7:6(5), 7:6(9)        |
| 2003      | Karolina Lewandowicz Kamil Lewandowicz       | Monika Krauze Bartłomiej Dąbrowski       | 5:7, 6:3, 6:3              |
| 2004      | Dominika Karaś Michał Piękoś                 | Aleksandra Rosolska Paweł Diłaj          | 2:6, 6:3, 6:2              |
| 2005      | Alicja Rosolska Paweł Diłaj                  | Klaudia Jans Paweł Ostrowski             | 6:0, 2:0 krecz             |
| 2006      | Olga Brózda Michał Walków                    | Monika Krauze Bartłomiej Dąbrowski       | 1:6, 6:3, 6:2              |
| 2007      | Klaudia Jans Marcin Gawron                   | Aleksandra Rosolska Dawid Kuczer         | 6:0, 7:5                   |
| 2008      | Magda Linette Mateusz Szmigiel               | Marta Leśniak Marek Pokrywka             | 6:2, 6:2                   |
| 2009      | Paulina Łoś Marcin Gawron                    | Anna Niemiec Piotr Zieliński             | 6:4, 3:6, 10–7             |
| 2010      | Paula Kania Mateusz Kowalczyk                | Natalia Kołat Marek Pokrywka             | 4:6, 6:1, 10–5             |
| 2011      | Barbara Sobaszkiewicz Andriej Kapaś          | Natalia Kołat Marek Pokrywka             | walkower                   |
| 2012      | Natalia Kołat Marek Pokrywka                 | Natalia Kozel Patryk Janik               | 6:1, 6:3                   |
| 2013      | Barbara Sobaszkiewicz Piotr Gadomski         | Natalia Kołat Marek Pokrywka             | 6:4, 6:4                   |
| 2014      | Weronika Domagała Rafał Teurer               | Katarzyna Kawa Piotr Gadomski            | 6:4, 7:5                   |
| 2015      | Olga Brózda Jan Zieliński                    | Iga Odrzywołek Mikołaj Jędruszczak       | 7:6(6), 7:6(5)             |
| 2016      | Agata Borgman Mateusz Kowalczyk              | Klaudia Wira Michał Dembek               | 6:1, 6:3                   |
| 2017      | Agata Borgman Błażej Koniusz                 | Magdalena Kądzielewska Maciej Ziomber    | 6:3, 6:1                   |
| 2018      | Marta Leśniak Błażej Koniusz                 | Justyna Jegiołka Jan Zieliński           | 6:4, 2:6, 10–7             |
| 2019      | Anastazja Szoszyna Grzegorz Panfil           | Aleksandra Jeleń Krzysztof Wetoszka      | 6:1, 6:4                   |
| 2020–2025 | nie rozegrano                                | nie rozegrano                            | nie rozegrano              |